# Jean-Philippe Rameau
Jean-Philippe Rameau (Dijon, 25 de septiembre de 1683-París, 12 de septiembre de 1764) fue un compositor, clavecinista y teórico musical francés, muy influyente en la época barroca. Reemplazó a Jean-Baptiste Lully como el compositor dominante de la ópera francesa y fue duramente atacado por aquellos que preferían el estilo de su predecesor. Falleció en 1764, apenas un mes antes de que otro gran músico francés, Jean-Marie Leclair, muriera asesinado.
La obra lírica de Rameau —a la que comenzó a dedicarse casi a los 50 años y que consta de 31 obras— constituye la mayor parte de su contribución musical y marca el apogeo del Barroco francés. Los musicólogos franceses se han opuesto durante mucho tiempo a la utilización del término «barroco» para calificar la música de Lully y de Rameau (ver a este respecto el libro de Philippe Beaussant Vous avez-dit baroque? ) en una época en que esos cánones se opusieron con fuerza a los de la música italiana, hasta bien entrado el siglo XVIII. Su obra más conocida es la ópera-ballet Les Indes galantes (1735), aunque suyas son algunas de las obras maestras del teatro lírico francés, como las tragedias Hippolyte et Aricie (1733), Castor et Pollux (1737), Dardanus (1739 y 1744) y Zoroastre (1749); las óperas-ballets Les Fêtes d'Hébé (1739) y La Princesse de Navarre  (1745); o la comedia Platée (1745). Sus obras líricas permanecieron olvidadas durante casi dos siglos, pero desde mediados del siglo XX se benefician del movimiento general de redescubrimiento de la música antigua. 
Sus obras para clavecín, sin embargo, han estado siempre presentes en el repertorio —Le Tambourin, L'Entretien des Muses, Le Rappel des Oiseaux, La Poule— y fueron interpretadas (al piano) en el siglo XIX, de igual modo que las obras de Bach, Händel, Couperin o Scarlatti.
Rameau es generalmente considerado como el músico francés más importante anterior al siglo XVIII y como el primer teórico de armonía clásica: sus tratados, a pesar de algunas imperfecciones, fueron hasta principios del siglo XX obras de referencia.

## Biografía
«La verdadera música es el lenguaje del corazón»
(«La vraie musique est le langage du cœur»)
Code de musique pratique chapitre VII article 14.

«Es al alma a quien la música debe hablar»
(«C'est à l'âme que la musique doit parler»)
Code de musique pratique chapitre XIV.

«Yo busco esconder el arte por el arte mismo»
(«Je cherche à cacher l'art par l'art même»)
Carta de Rameau a Houdar de la Motte.

La vida de Rameau, en general, es poco conocida, especialmente su primera mitad, los cuarenta años que precedieron a su instalación de forma definitiva en París hacia 1722. Era un hombre reservado e incluso su propia mujer no sabía nada de esos años,
de ahí la escasez de elementos biográficos de los que se dispone.

### Nacimiento e infancia en Dijon

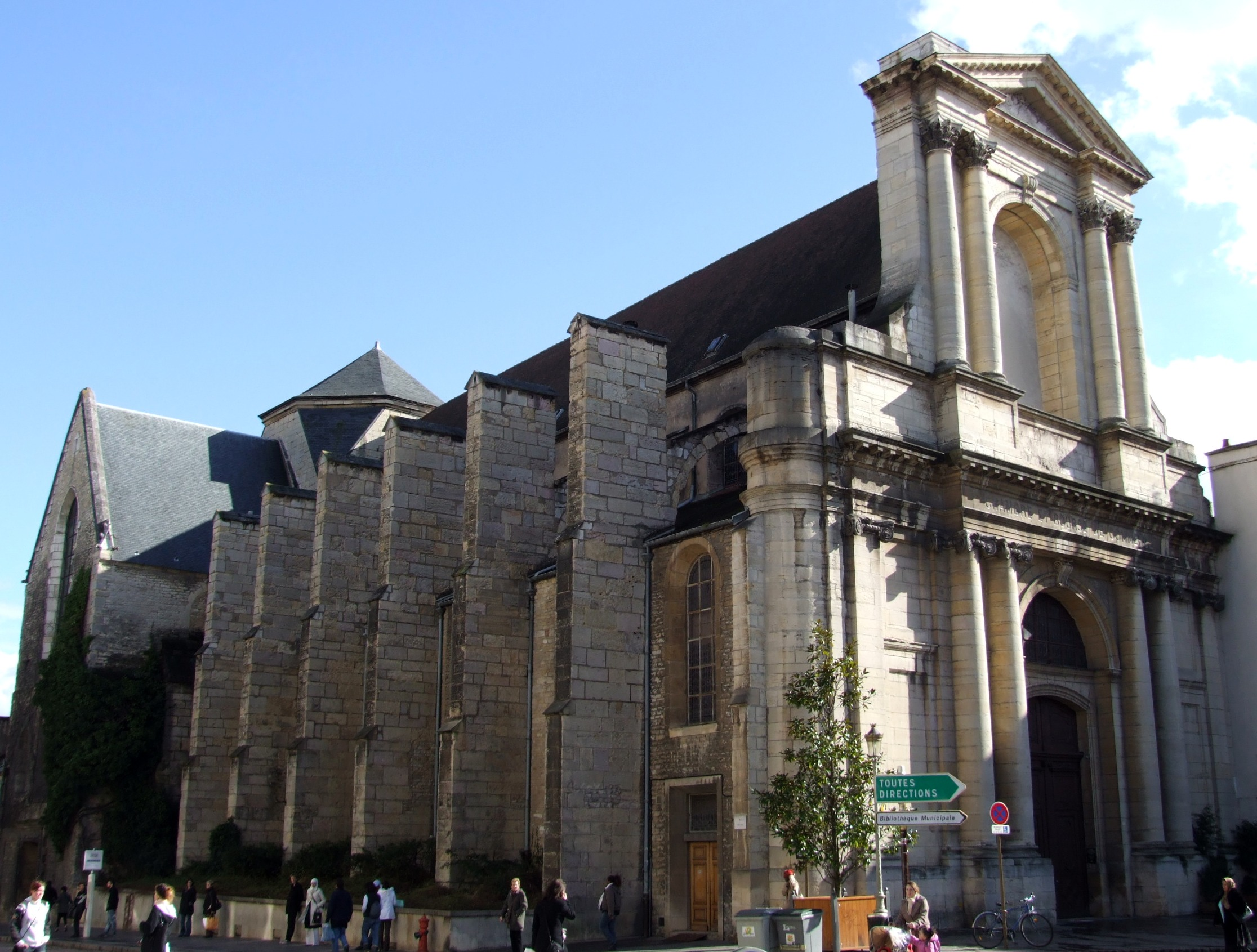
Jean Rameau (el padre) comenzó su carrera de organista en la Iglesia de Saint-Étienne de Dijon y aquí bautizó a su hijo Jean-Philippe.

Séptimo hijo de una familia de once —cinco niñas y seis niños—, Jean-Philippe fue bautizado en la Iglesia de Saint-Étienne de Dijon el 25 de septiembre de 1683, el mismo día de su nacimiento.
Su madre, Claudine de Martinécourt, era hija de un notario, miembro de la pequeña nobleza, y su padre, Jean Rameau, primer músico de la familia, era organista en las iglesias de Saint-Étienne y Saint-Bénigne de Dijon. Formado musicalmente por él, Jean-Philippe aprendió las notas antes incluso que a leer.
Estudió en el colegio jesuita de Godrans, aunque no permaneció mucho tiempo en las aulas: inteligente y despierto, nada le interesaba aparte de la música. Sus estudios generales se atascaron y tuvo unos resultados tan desastrosos que los propios profesores solicitaron a su padre que los abandonase, padeciendo siempre de una deficiente expresión escrita. Su padre quería que fuera magistrado, pero Jean-Philippe decidió por sí mismo ser músico. Su hermano más pequeño, Claude Rameau, precozmente dotado para la música, también acabará ejerciendo esta profesión, aunque con mucho menos éxito.

### Juventud errante
A los 18 años su padre le envió a Italia para perfeccionar su educación musical: no fue más allá de Milán y no se conoce nada de esta corta estancia, puesto que apenas tres meses después Rameau estaba de regreso en Francia. Más adelante confesará arrepentirse de no haber permanecido más tiempo en Italia, donde «habría podido perfeccionar su gusto» ("il aurait pu perfectionner son goût").
Hasta los 40 años, su vida está hecha de mudanzas incesantes y mal conocidas: después de su regreso a Francia habría formado parte, como violinista, de una troupe milanesa de músicos ambulantes —Marsella, Lyon, Nimes, Albi, Montpellier—; luego habría residido en Montpellier; en enero de 1702, Jean-Philippe se encontraba como organista interino en la catedral de Aviñón (a la espera de su nuevo titular, en abril, Jean Gilles); y desde el mes de mayo siguiente, ya estaba en Clermont-Ferrand, donde obtuvo el puesto de organista de la catedral para un periodo de seis años.

### Primera estancia en París
El contrato no iba a finalizarse, ya que Rameau estaba en París en 1706, como lo prueba la página del título de su «Livre de pièces de clavecin», designándole como «organiste des jésuites de la rue Saint-Jacques et des Pères de la Merci». Según toda apariencia, en esa época frecuentó a Louis Marchand, habiendo alquilado un apartamento cerca de la Chapelle des Cordeliers, en la que este último era organista titular.
Marchand había sido anteriormente —en 1703— organista de la iglesia de los jesuitas de la rue Saint-Jacques, un puesto en el que Rameau fue su sucesor. El «Livre de pièces de clavecin», primera obra publicada de Rameau, manifiesta la influencia que en él debió ejercer este colega de más edad.
En septiembre de 1706, Jean-Philippe se presentó al puesto de organista de la Iglesia Sainte-Marie-Madeleine-en-la-Cité, dejado vacante por François d'Agincourt, que fue llamado a la Catedral de Ruan. Elegido por el jurado, finalmente rechazó el puesto —asignado a Louis-Antoine Dornel— por no querer abandonar sus dos otros empleos de organista. En 1707 se publicó un aria suya, «Un duo paysan» en «Les Airs sérieux et à boire», en la editora Ballard. Aparentemente, Rameau todavía permanecía en París en julio de 1708. Es curioso que, después de haber ejercido las funciones de organista durante la mayor parte de su carrera, apenas haya dejado ninguna pieza para este instrumento.

### Retorno a provincias
En 1709, Rameau regresó a Dijon para hacerse cargo, el 27 de marzo, de la sucesión de su padre en el órgano de la catedral. Aquí también el contrato era por seis años, pero tampoco se iba a cumplir, pues en julio de 1713, Rameau estaba en Lyon como organista de la Iglesia de los Jacobinos. Hizo una corta estancia en Dijon cuando falleció su padre en diciembre de 1714 y aprovechó para asistir a la boda de su hermano en enero de 1715, retornando luego a Lyon. 
En todo caso, regresó a Clermont-Ferrand y allí estaba al menos desde el mes de abril, provisto de un nuevo contrato en la catedral, esta vez para un largo período, veintinueve años. Su primer biógrafo, Hugues Maret, cuenta la anécdota divertida de la forma en que consiguió librarse de su compromiso: Rameau deseaba irse, pero el Cabildo se oponía; entonces, durante una misa, el compositor improvisó la peor música posible, en un estilo entrecortado y usando muchas disonancias. Fue tan insoportable que le pidieron parar. El Cabildo le sancionó, pero él respondió que en adelante tocaría siempre así hasta que le fuera concedida la libertad. Al Cabildo no le quedó más remedio que aceptar. (Esta misma anécdota se atribuye también a su hermano Claude.)
Permanecerá allí solamente ocho años, en los que probablemente compuso algunos motetes y sus primeras cantatas, y maduró las ideas que darían lugar a la publicación en 1722 de su «Traité de l'harmonie réduite à ses principes naturels». La portada de la obra le describe como «organiste de la cathédrale de Clermont». Este tratado, en el que de hecho llevaba reflexionando desde su juventud, situó a Rameau como un músico erudito. Suscitó numerosos ecos en los medios científicos y musicales franceses, e incluso más allá de sus fronteras.
| Las «iglesias» de Rameau                                                                                  | Las «iglesias» de Rameau                               | Las «iglesias» de Rameau                                                                                    | Las «iglesias» de Rameau                                            |
| --- | ------------------------------------------------------ | --- | ------------------------------------------------------------------- |
| |                                                        | |                                                                     |
| Catedral de san Benigno (Dijon) Organista desde 1709 a 1713 (después de su padre y antes que su hermano). | Catedral de Clermont-Ferrand Organista de 1715 a 1722. | Iglesia de Saint-Germain l'Auxerrois (París). Boda en 1726 con Marie-Louise Mangot y bautismo de sus hijos. | Iglesia de San Eustaquio (París) En 1764 Rameau fue enterrado aquí. |

### Instalación definitiva en París
En 1722 (o como más tarde, a principios de 1723), Rameau estaba de regreso en París, en condiciones no muy claras, ya que no se sabe dónde vivió, y esta vez para quedarse definitivamente. En 1724 publicó su segundo libro de piezas para el clavecín —«Pièces de clavecin avec une méthode pour la mécanique des doigts»— y en él no se indica la dirección del compositor. Lo que se sabe es que su actividad musical se dirigió hacia las representaciones teatrales de «La Foire» («La Feria»), festejos que se celebraban al aire libre en las ferias de Saint-Germain —de febrero a domingo de Ramos— y Saint-Laurent —de finales de julio a la Ascensión—.
Iba a colaborar con Alexis Piron —poeta dijonés establecido desde hacía algún tiempo en París, que escribía comedias y óperas cómicas— en algunas obras para las que Rameau escribió la música, de la que no queda casi nada. Así lo hizo en 1723 para L'Endriague y, en 1726, para L'Enlèvement d'Arlequin y para La Robe de dissension. Cuando Jean-Philippe ya sea un compositor establecido y conocido, seguirá componiendo aún música para estos espectáculos populares, como hizo en 1734 para Les Courses de Tempé; en 1744 para Les Jardins de l'Hymen; y en 1758, ya con 75 años, para Le Procureur dupé sans le savoir.
También compuso piezas para la «Comédie Italienne», en especial una pieza que se hará célebre, Les Sauvages, escrita con ocasión de la exhibición de auténticos «salvajes», indios de América del Norte. Esta pieza compuesta para clavecín —y publicada en 1728 en su tercer libro de clavecín, «Nouvelles Suites de Pièces de Clavecin»— es una danza rítmica que será pronto retomada en el último acto de Les Indes galantes, situando la acción en un bosque de Luisiana. (En las ferias de La Foire conoció también a Louis Fuzelier, que será el libretista de la obra.) 
El 25 de febrero de 1726, en la Iglesia de Saint-Germain l'Auxerrois, Rameau se casó a los 42 años con Marie-Louise Mangot, una joven de 19 años. La esposa era de una familia de músicos lyoneses: el padre, «Symphoniste du Roi», y, la madre, bailarina de ballet. Marie-Louise era buena músico y además, cantante, y participó en la interpretación de algunas de las obras de su marido. El matrimonio se instaló en la rue des Petits-Champs, tendrá dos hijos y dos hijas, y, pese a la diferencia de edad y al difícil carácter del músico, parece que la pareja habría tenido una vida dichosa.
Su primer hijo, Claude-François, fue bautizado el 8 de agosto de 1727 en la misma Iglesia de Saint-Germain l'Auxerrois e hizo de padrino su hermano Claude, con el que Jean-Philippe mantendrá durante toda su vida muy buenas relaciones. En 1727 Rameau fue nombrado organista de la Iglesia de la Sainte-Croix de la Bretonnerie —ocupará este puesto hasta 1738, al menos— y concursó, sin éxito, al puesto de organista de la Iglesia Saint-Paul. siendo elegido Louis-Claude Daquin.
Durante esos primeros años parisinos, Rameau prosiguió sus investigaciones y sus actividades de editor con la publicación de «Nouveau système de música théorique» (1726), una obra que completaba el tratado de 1722. Mientras que aquel fue el fruto de unas reflexiones cartesianas y matemáticas, en la nueva obra tiene un papel importante la naturaleza física de la música. Rameau habría tenido conocimiento de los trabajos del erudito acústico Joseph Sauveur, trabajos que sostenían y confirmaban, en el plano experimental, sus primeras consideraciones teóricas. En ese mismo periodo compuso su última cantata, Le Berger fidèle (1727), y publicó su tercer y último libro de clavecín —«Nouvelles Suites de Pièces de Clavecin» (1728).
Jean-Philippe soñaba con hacerse un nombre en el teatro lírico y buscaba un libretista adecuado que quisiera colaborar con él. Antoine Houdar de la Motte habría podido ser ese libretista: poeta establecido, ya conocía el éxito después de muchos años de colaboración con André Campra, André Cardinal Destouches y Marin Marais. Rameau le dirigió una famosa carta, fechada el 25 de octubre de 1727, en la que intentó hacer valer sus cualidades como el compositor apropiado para reflejar musicalmente de forma fiel aquello que el libretista expresase en su texto. Houdar de la Motte, parece ser, no respondió a la oferta aunque conservó la carta, ya que se encontró entre sus papeles después de su muerte.
Rameau, con 44 años, tenía una gran reputación como teórico erudito, aunque no había escrito aún ninguna composición musical de envergadura, y eso en una época en que se componía joven, rápido y mucho. Este teórico abstracto, poco sociable, seco y tajante, sin empleo estable, ya mayor y que apenas había compuesto casi nada, iba a llegar a ser, algunos años más tarde, el músico oficial del reino, el «dieu de la danse» («dios de la danza»), la gloria incontestada de la música francesa.
| Rameau y los festejos de La Foire | Rameau y los festejos de La Foire | Rameau y los festejos de La Foire                        |
| --- | --------------------------------- | -------------------------------------------------------- |
| |                                   |                                                          |
| Feria de Saint-Germain (febrero a domingo de Ramos) | Alexis Piron.                     | Feria de Saint-Laurent (finales de julio a la Ascensión) |
| Gracias a Alexis Piron, con quien colaboró en varias óperas-cómicas que se representaron al aire libre con ocasión de los festejos de «La Foire», Rameau se introdujo en el entorno de La Pouplinière, que será su mecenas. |                                   |                                                          |

### Al servicio de La Pouplinière
Fue por mediación de Piron, aparentemente, como Rameau entró en contacto con el «fermier général» Alexandre Le Riche de la Pouplinière (1693-1762), uno de los hombres más ricos
de Francia y artista «amateur» que mantuvo alrededor suyo un cenáculo de artistas del que Rameau formará parte pronto. Las circunstancias del encuentro entre Rameau y su mecenas no son conocidas, aunque se supone que debió de ser antes del exilio de La Pouplinière en Provenza, tras una aventura galante, exilio que debió durar de 1727 a 1731. Piron era dijonés como Rameau, que ya le había escrito música para alguna de sus obras de teatro para «La Foire». Piron trabajaba en esa época como secretario de Pierre Durey d'Harnoncourt, por entonces recaudador de finanzas de Dijon y amigo íntimo y compañero de placeres de La Pouplinière: él le habría presentado a Piron y este le habría hablado, sin duda, de Rameau, de su música y, sobre todo, de sus tratados que ya entonces comenzaban a salir del anonimato.
Este encuentro determinó la vida de Rameau en los siguientes veinte años y le permitió entrar en contacto con un círculo artístico muy selecto, donde conocería a varios de sus futuros libretistas, incluidos Voltaire y su futura «bête-noire» (bestia negra), Jean-Jacques Rousseau, el filósofo que se jactaba de poder enseñarle en materia de música.
Voltaire, al principio, tuvo una opinión bastante negativa de Rameau, al que juzgaba pedante, meticuloso en extremo y aburrido. Sin embargo, no tardó en caer sojuzgado por su música y en saludar su doble talento como teórico erudito y compositor de talento, e inventó para él el apodo de «Euclide-Orphée».
Se supone que Rameau dirigió desde 1731 la orquesta privada financiada por La Pouplinière, una orquesta formada por músicos de mucha calidad. Conservó este puesto —en el que le sucedieron Stamitz y después Gossec— durante 22 años.
Fue igualmente profesor de clavecín de Thérèse Deshayes, amante de La Pouplinière a partir de 1737 y a la que acabó por esposar en 1740. Madame de la Pouplinière era de una familia de artistas,
buena músico ella misma, y de un gusto más seguro que su marido: será una de las mejores aliadas de Rameau hasta su pronta separación en 1748, ya que era, al igual que su marido, muy veleidosa en cuestiones amorosas.
En 1732, los Rameau tuvieron una segunda niña, Marie-Louise, que fue bautizada el 15 de noviembre, y por esa época ya vivían en la rue du Chantre. 

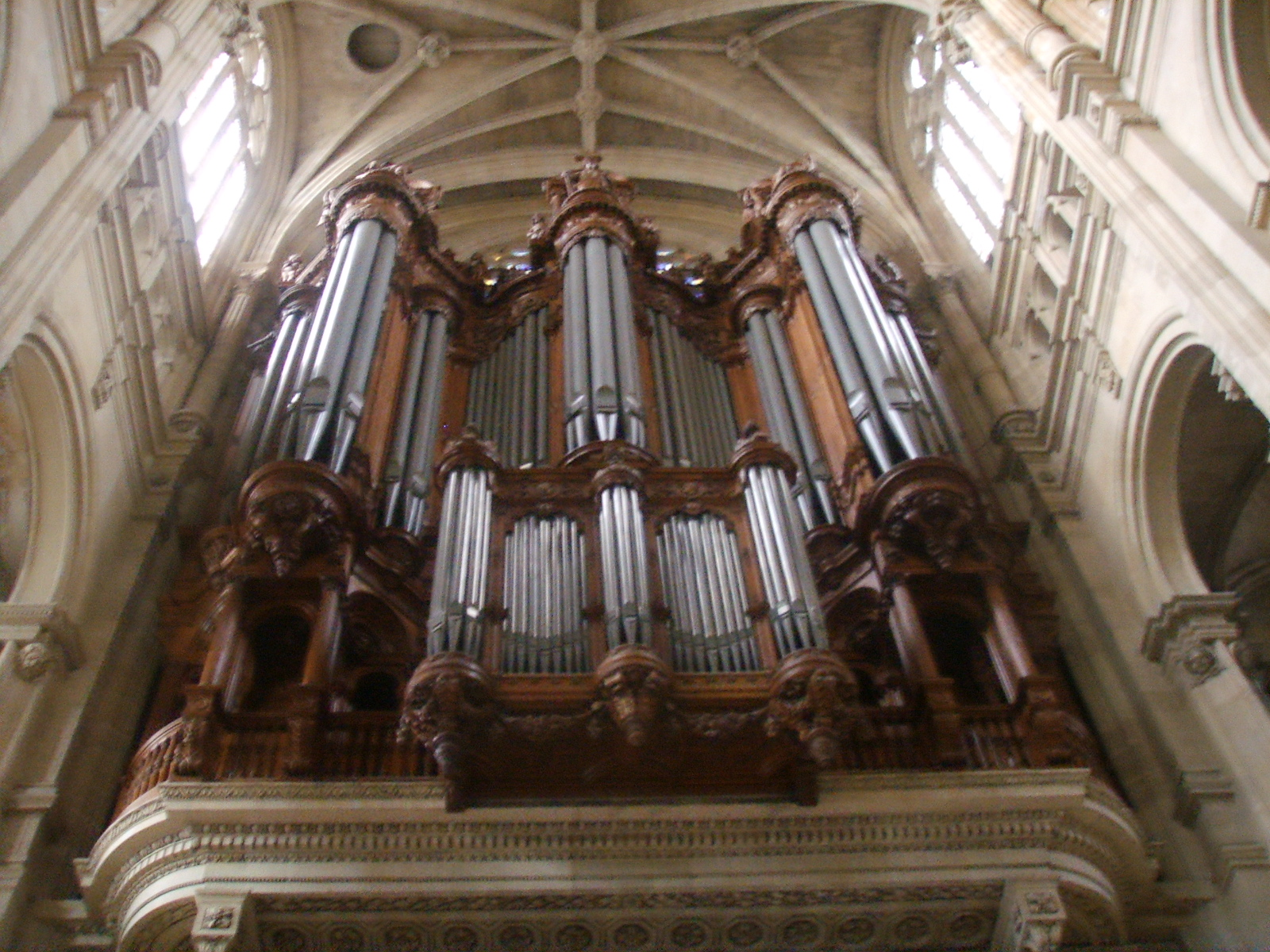
Órgano de la Iglesia de san Eustaquio (París), que Rameau tocó en algunas ocasiones

Jean-Philippe animaba musicalmente las fiestas dadas por La Pouplinière en sus palacetes particulares, primero en la rue Neuve des Petits-Champs, y, a partir de 1739, en la rue de Richelieu. También animaba otros festejos organizados por algunos de los amigos del «Fermier-général». Así lo hizo en 1733, por ejemplo, en la boda de la hija del financiero Samuel Bernard,
Bonne Félicité con Mathieu-François Molé:
tocó en esa ocasión el órgano de la Iglesia de San Eustaquio (París), cediéndole los teclados su titular
y recibiendo por ello 1200 libras del rico banquero, una suma muy estimable para la época.
En 1733, Rameau tiene ya 50 años. Teórico célebre por sus tratados de armonía, era también un músico de talento apreciable como intérprete, tanto al órgano, como al clavecín y al violín y también al frente de la orquesta. Sin embargo, su obra como compositor se limitaba a varios motetes y cantatas y a tres libros «recueils» (selecciones) de piezas de clavecín, de los que solo los dos últimos destacaban por su aspecto innovador. En esa época sus contemporáneos de la misma edad —como Vivaldi (cinco años mayor), Telemann (dos años mayor), Bach y Haendel (dos años más jóvenes ambos) — ya habían compuesto lo esencial de una obra muy importante. Rameau presenta un caso muy particular en la historia de la música barroca: este quincuagenario «compositor debutante» («compositeur débutant») poseía un oficio cabal que no se había todavía manifestado en su terreno predilecto, la escena lírica, donde eclipsaría pronto a todos sus contemporáneos.

### El éxito:Hippolyte et Aricie

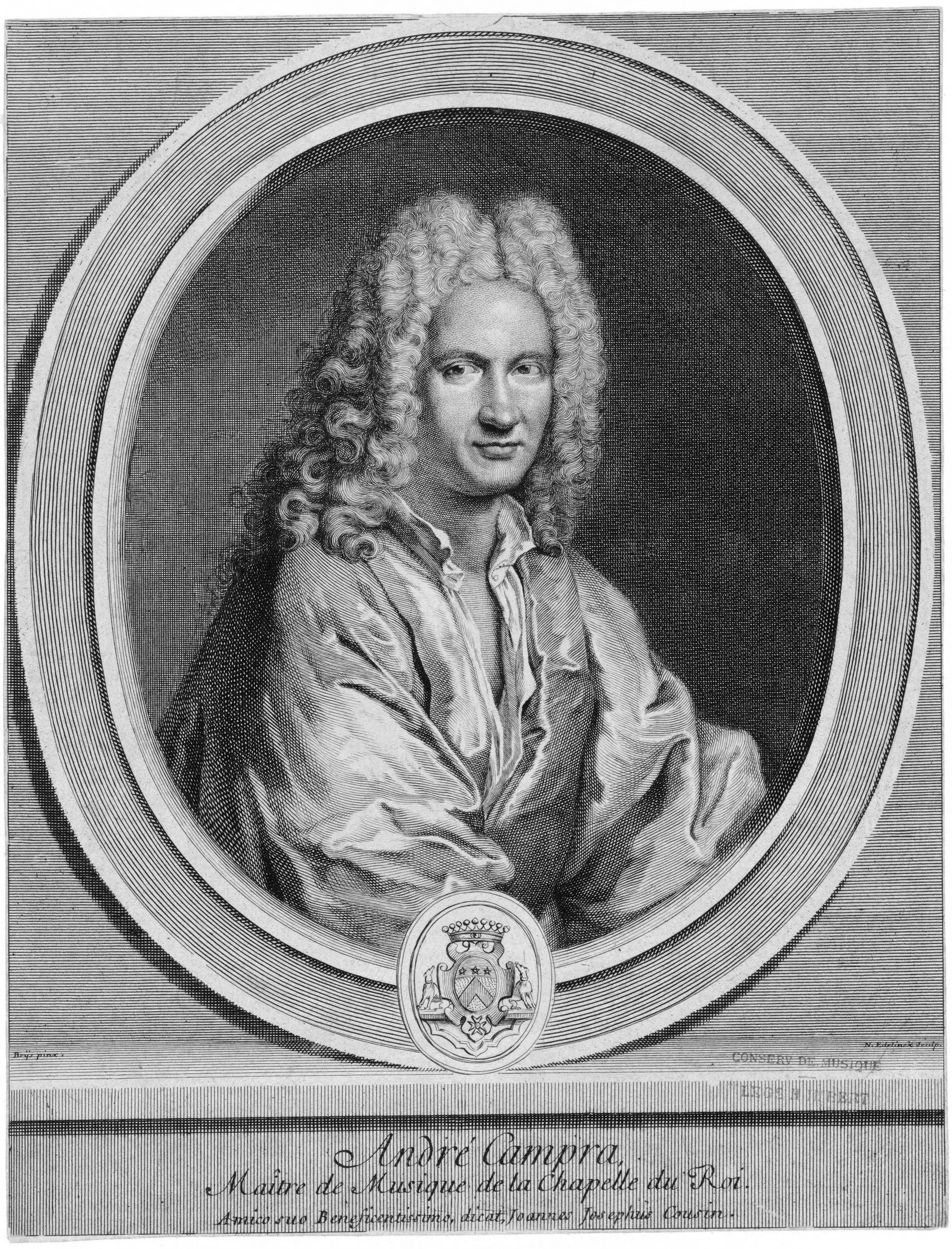
El compositor André Campra (1660-1744), heredero del arte de Lully, estimaba en mucho a Rameau y acogió muy favorablemente su tragedia Hippolyte et Aricie

El abad Simon-Joseph Pellegrin —religioso suspendido a divinis por el arzobispo de París por estar muy investido en el mundo del teatro— ya llevaba escribiendo libretos de ópera o de ópera-ballet desde 1714. Frecuentaba la casa de La Pouplinière y en ella conoció a Rameau y le proporcionó el libreto de una «tragédie en musique», Hippolyte et Aricie, que situará de golpe al compositor en el firmamento de la escena lírica francesa. Con este libreto, en que la acción se inspiraba libremente en la Phèdre de Jean Racine —y más atrás, en las tragedias de Séneca y Eurípides—
Rameau plasmó en una obra sus reflexiones de casi toda una vida, por cuanto fue capaz de poner música a todas las situaciones teatrales, a las pasiones y los sentimientos humanos, como en vano había intentado hacer valer a Houdar de la Motte. Seguramente en Hippolyte et Aricie se sometió además a las exigencias particulares de la tragedia musical, género que concede un lugar importante a los coros, las danzas y a los efectos especiales de maquinaria. Paradójicamente, la pieza asocia una música muy erudita y moderna a una forma de espectáculo lírico ya conocida, que había tenido grandes horas a finales del siglo precedente, pero que en esa época se consideraba como anticuada.
La pieza se montó en privado en casa de La Pouplinière en la primavera de 1733. A partir de julio se celebraron los ensayos en la Académie Royale de Musique y la primera representación tuvo lugar el 1 de octubre. La obra desconcertó a todos al principio, pero finalmente fue un triunfo. Siguiendo la tradición de Lully en cuanto a estructura —un prólogo y cinco actos—, superaba musicalmente a todo cuanto se había hecho antes en ese campo. El viejo compositor André Campra, que asistió a la representación, estimó que había «(...) bastante música en esta ópera para hacer diez», añadiendo que «este hombre los eclipsará a todos».
Aun así, Rameau debió volver a trabajar en la versión inicial, puesto que los cantantes no consiguieron interpretar correctamente algunas de sus arias, en especial el «Second trio des Parques» en que la audacia rítmica y armónica era increíble para la época.

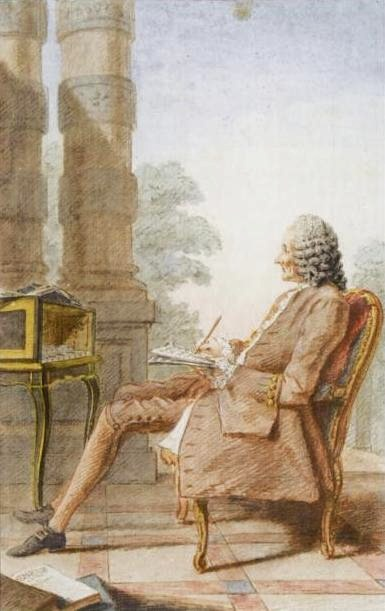
Retrato de Rameau por Louis Carrogis Carmontelle

La obra no dejó a nadie indiferente: Rameau fue al mismo tiempo ensalzado por aquellos a quienes encantaban la belleza, la ciencia y la originalidad de su música y criticado por los nostálgicos del estilo de Lully, a los que desagradaban las audacias y proclamaban que se devaluaba la verdadera música francesa a beneficio de un italianismo de mala ley. La oposición de ambos bandos fue tanto más sorprendente cuanto que Rameau profesó a Lully, durante toda su vida, un respeto incondicional, lo que no deja por cierto de sorprender. La disputa es conocida como «Querelle entre les Lullistes et les Ramistes» (o «Querelle entre les Anciens et les Modernes»). Con 32 representaciones en 1733, Hippolyte et Aricie consagró definitivamente a Rameau y lo situó en el primer plano de la música francesa. La pieza será repuesta en vida del compositor tres veces más en la Académie Royale de Musique y, ya al año siguiente, en 1734, fue montada en su ciudad natal, Dijon.

### Primera carrera lírica (1733-1739)
Durante los siete años que van de 1733 a 1739, Rameau dio la medida de su genio y pareció querer recobrar el tiempo perdido componiendo sus obras más emblemáticas: tres tragedias líricas —tras Hippolyte et Aricie, Castor et Pollux en 1737 y después Dardanus en 1739— y dos óperas-ballets —Les Indes galantes en 1735 y Les Fêtes d'Hébé en 1739—. Esto no le impidió continuar con sus trabajos teóricos: en 1737 publicó su tratado sobre la «Génération harmonique», en el que retomó y desarrolló los tratados precedentes. La exposición, destinada a los miembros de la Académie des Sciences, comenzaba con el enunciado de doce proposiciones y la descripción de siete experimentos con los que Rameau entendía demostrado que su teoría estaba fundada en derecho, ya que provenía directamente de la naturaleza, un tema muy querido de los intelectuales del «siglo de las Luces». 

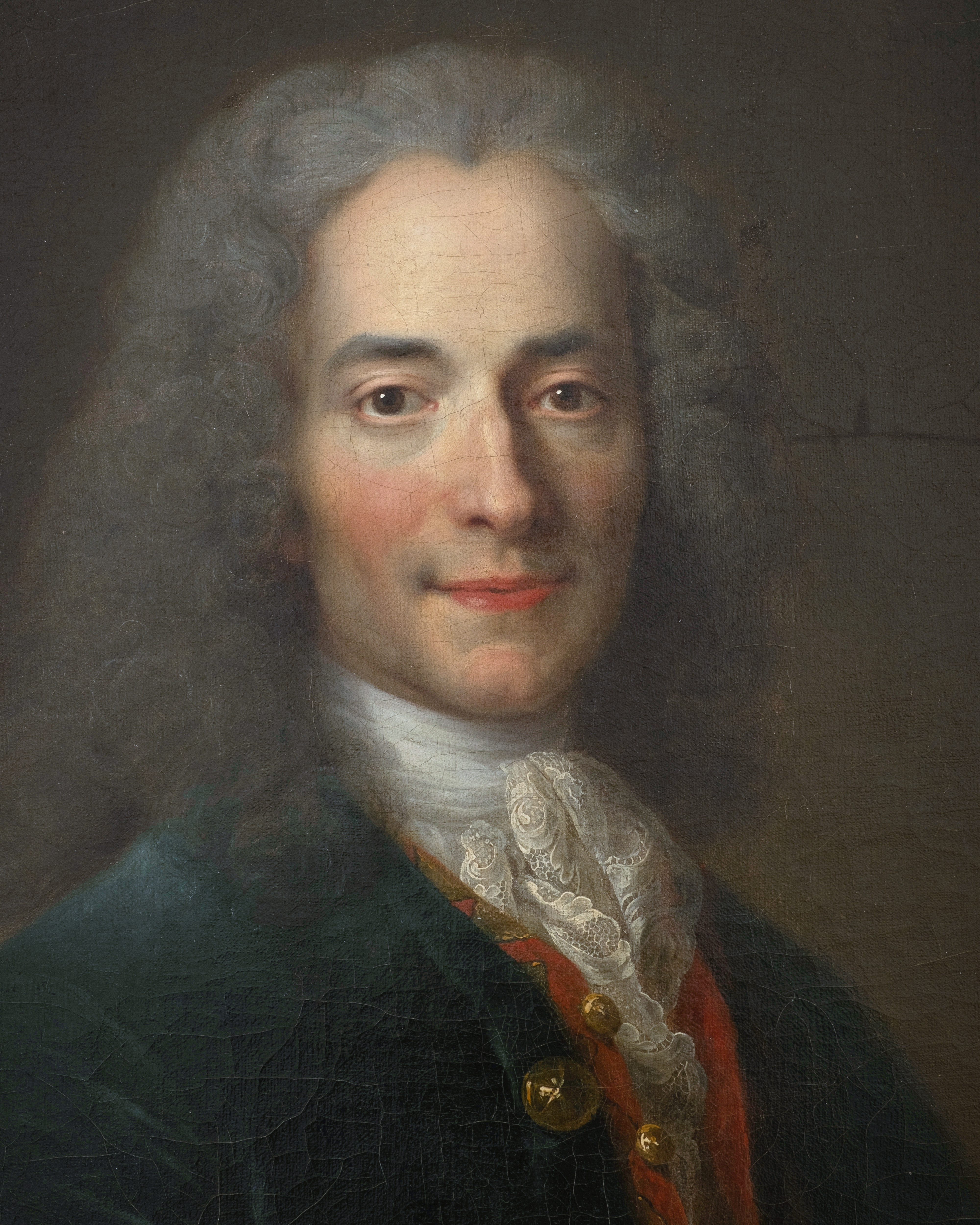
Al principio escéptico, Voltaire llegó a ser un admirador de Rameau a quien bautizó el «Euclide-Orphée». Su proyecto común, la ópera Samson, no fue jamás acabada.
Retrato de Voltaire en 1718
Taller de Nicolas de Largillière (1656-1746)
París, Museo Carnavalet

Desde 1733, Rameau y Voltaire consideraron colaborar en una ópera sagrada intitulada Samson. El año anterior, el abad Pellegrin había conocido su mayor éxito con Jephté, con música de Montéclair,
abriendo así lo que parecía una vía nueva. Voltaire se esforzó en componer su libreto, aunque la vena religiosa no era verdaderamente lo suyo. Los contratiempos sobrevinieron con su exilio de 1734; Rameau mismo, entusiasta al principio, dejó de esperar y no parecía estar muy motivado, y solamente se celebraron algunos ensayos parciales. La mezcla de géneros, entre el recitado bíblico y la ópera de intrigas galantes, no fue del gusto de todos y en particular de las autoridades religiosas. En 1736, la censura prohíbe la obra, que no será jamás terminada ni, sobre todo, representada. El libreto no se perdió y fue editado por Voltaire algunos años más tarde. Se sabe que la música que Rameau había compuesto fue empleada por él en otras obras, aunque aún no se sabe en cuáles ni qué partes. 
No importó, ya que el año anterior, 1735, vio el nacimiento de su primera obra maestra, la ópera-ballet Les Indes galantes, probablemente la obra escénica más conocida de Rameau y una de las cimas del género, que se desarrolla sobre un libreto de Louis Fuzelier. La primera tentativa en el campo de la tragedia musical fue un completo éxito: es del mismo tipo, más ligero, de la ópera-ballet puesta a punto por André Campra en 1697 con Le Carnaval de Venise y sobre todo L'Europe galante. La similitud de títulos no dejaba lugar a ninguna sorpresa: Rameau explotó la misma vena de éxito pero buscando un poco más de exotismo, con sus «indias», geográficamente poco precisas, ya que de hecho eran de Turquía, Persia, Perú y América del Norte. La casi inexistente intriga de estos pequeños dramas servía como excusa para producir un «grand spectacle» en que los vestidos suntuosos, los decorados, la maquinaria y sobre todo la danza tenían un papel esencial. Les Indes galantes simbolizan la época despreocupada, refinada, dedicada a los placeres y a la galantería de Louis XV y de su corte. La obra fue estrenada en la Académie Royale de Musique el 23 de agosto de 1735, con un gran éxito y constaba de un prólogo y dos «entrées». Para la tercera representación, se añadió la «Entrée des Fleurs» y luego la obra fue rápidamente retocada tras las críticas concernientes al libreto —en que la intriga está particularmente traída por los pelos—. La cuarta «entrée», Les Sauvages, fue finalmente añadida el 10 de marzo de 1736 y Rameau reutilizó en ella «La danse des Indiens d'Amérique», una pieza que había compuesto varios años antes y después transcrito para clavecín en su tercer libro. Les Indes galantes fue repuesta, en su totalidad o parcialmente, cinco veces en vida del compositor y algunas más tras su muerte. 
En ese momento, ya famoso, los Rameau se trasladaron al Hôtel d'Effiat, en el número 21 de la rue des Bons Enfans (cerca del Palais Royal) donde Jean-Philippe abrirá en 1738 una clase privada de composición. Vivirán aquí casi nueve años, hasta 1744, cuando se trasladen a la rue Saint Thomas du Louvre, en una de las estancias más prolongadas de su vida.
El 24 de octubre de 1737 se estrenó su segunda tragedia lírica, Castor et Pollux, con un libreto de Gentil-Bernard, a quien también había conocido en casa de La Pouplinière. Por consenso casi general, el libreto que narra las aventuras de los divinos gemelos que aman a la misma mujer, es uno de los mejores que haya tratado el compositor (incluso si el talento de Gentil-Bernard no merece la apreciación ditirámbica de Voltaire).
La obra se beneficia de una música admirable aunque menos audaz que la de Hippolyte et Aricie —Rameau no escribió nunca más arias comparables, en audacia, al segundo «Trio des Parques» o al aria de Teseo «Puissant maître des flots»— y termina con un divertimento, la «Fête de l'Univers», después de que los héroes sean acomodados en la estancia de los Inmortales. 
En 1739, una tras otra, se estrenaron el 25 de mayo Les Fêtes d'Hébé —segunda ópera-ballet, con libreto de Antoine-César Gautier de Montdorge— y el 19 de noviembre, Dardanus —tercera tragedia lírica, con libreto de Charles-Antoine Leclerc de La Bruère—. Si la música de Rameau es siempre muy suntuosa, los libretos se hacen más y más pobres y deben ser rápidamente retocados a fin ocultar los defectos más chirriantes.
Les Fêtes d'Hébé tuvo un éxito inmediato, pero aun así el abad Pellegrin fue llamado para mejorar el libreto (particularmente la segunda «entrée») después de algunas representaciones. La tercera «entrée» («La Danse») fue en especial apreciada, con su fascinante carácter pastoral —Rameau reutilizó en ella, orquestándola, el famoso Tambourin de su segundo libro de clavecín— que contrasta con una de las más admirables «musettes» que haya compuesto, y que por turno, es tocada, cantada e interpretada a coro. 
En cuanto a Dardanus, musicalmente quizá la más rica de las obras de Rameau, fue al inicio mal recibida por el público, seguramente por la insustancialidad del libreto y la inocencia de ciertas escenas. Modificado después de algunas representaciones, la ópera fue casi reescrita por entero en sus tres últimos actos para una reposición en 1744: de hecho se trata casi de una obra diferente.

### Siete años de silencio
Tras algunos años en que compuso una obra maestra tras otra, Rameau desapareció misteriosamente durante seis años de la escena lírica, y casi de la escena musical, puesto que no estrenó nada salvo en 1744 esa nueva versión de Dardanus.
No se sabe la razón de este repentino silencio, aunque pudiera deberse a un desacuerdo con las autoridades de la Académie Royale de Musique.
Rameau se consagró probablemente a su puesto de director de orquesta de La Pouplinière, pues en esa época, sin duda, había dejado ya todos sus puestos como organista (el último, en 1738, el de la iglesia de la Sainte-Croix de la Bretonnerie). No escribió tampoco ningún escrito teórico más y parece que solo compuso en esos años las Pièces de clavecin en concert, nacidas probablemente de conciertos organizados en casa del «Fermier-général» y que es la única incursión de Rameau en el campo de la música de cámara. 
En 1740 nació su tercer hijo, Alexandre, y el padrino fue La Pouplinière. El niño murió antes de 1745. La última hija, Marie-Alexandrine nació en 1744. A partir de ese mismo año, Rameau y su familia tendrán un apartamento en el Palacio del «Fermier-général», en la rue de Richelieu: dispusieron de él durante doce años, aunque probablemente conservaron su propio apartamento de la rue saint-Honoré. Pasarán también todos los veranos en el castillo de Passy adquirido por La Pouplinière, donde Rameau se hará cargo del órgano.
Jean-Jacques Rousseau llegó a París en 1741 y fue introducido en casa de La Pouplinière, en 1744 o 1745, por mediación de una prima de Madame de la Pouplinière. Aunque admirador de Rameau, fue recibido sin simpatía y con un cierto desprecio por este, ya que persiguía a la dueña de la casa, entonces el mejor sustento del compositor. Rousseau estaba muy orgulloso de la invención de un sistema cifrado destinado a anotar la música, mucho más simple, según él, que el sistema tradicional de la «portée». Rameau no tardó en refutarle, por razones prácticas que el inventor estuvo obligado a admitir. Habiendo asistido en casa del «Fermier-général» a la representación de una ópera, Les Muses galantes, de la que Rousseau se presentaba como autor, Rameau lo acusó de plagiario, habiendo descubierto entre diferentes partes de la obra desigualdades de calidad musical que suponía debidas a diferentes manos. La animosidad nació entre ambos de este primer contacto y no hizo sino crecer en los años venideros.

### Segunda carrera lírica
Rameau reapareció en la escena lírica en 1745 y ese mismo año, con más de 60 años, iba a monopolizar casi la temporada con el estreno de cinco nuevas obras que hablan de su vitalidad: el 23 de febrero, La Princesse de Navarre —comedia-ballet con libreto de Voltaire, representada en Versalles con ocasión de la boda de Luis, Delfín de Francia—; el 31 de marzo, Platée —comedia lírica de un estilo inédito, estrenada en Versalles, que en el registro cómico fue la obra maestra de Rameau—; el 12 de octubre, Les Fêtes de Polymnie —ópera-ballet—; el 27 de noviembre, Le Temple de la Gloire —ópera-ballet, con libreto de nuevo de Voltaire, representada en Versalles para festejar la victoria de Fontenoy (guerras de sucesión de Austria), que será casi rehecha al año siguiente—; y por último, el 22 de diciembre, Les Fêtes de Ramire —acto de ballet representado en Versalles—. Rameau se convirtió en el músico oficial de la Corte: fue nombrado «Compositeur de la Musique du Cabinet du Roi» en el mes de mayo, y recibirá en adelante una pensión anual de 2000 libras.
Les Fêtes de Ramire era una pieza de puro divertimento en que la música debía reutilizar parte de la compuesta para La Princesse de Navarre, con un libreto mínimo escrito por Voltaire. Al estar Rameau ocupado con el Temple de la Gloire, Jean-Jacques Rousseau, solo un buen músico pese a sus pretensiones, fue el encargado de la adaptación musical, pero no llegó a terminar el trabajo a tiempo. Rameau, posiblemente nervioso, se vio obligado entonces a hacerlo él mismo, al precio de la humillación de Rousseau. Este nuevo incidente degradó aún más unas relaciones ya en ese momento muy agrias. 

Al principio seducido por la teoría de Rameau, Jean d'Alembert acabará por tomar distancia y oponerse a ciertos aspectos
Retrato pintado en 1753 por Maurice Quentin de la Tour, Musée du Louvre

Tras el «feu d'artifice» de 1745, el ritmo de producción del compositor va a continuación a ralentizarse, aunque Rameau seguirá componiendo para la escena, de manera más o menos regular, hasta el fin de su vida, y ello sin abandonar sus investigaciones teóricas ni, tampoco, sus actividades polémicas y panfletarias. Así, compuso en 1747 Les Fêtes de l'Hymen et de l'Amour y su última obra para el clavecín, una pieza aislada titulada La Dauphine; en 1748, la pastoral Zaïs, el acto de ballet Pygmalion y la ópera-ballet Les Surprises de l'Amour; en 1749, la pastoral Naïs (para celebrar la «Paix d'Aix-la-Chapelle») y la tragedia lírica Zoroastre, pieza innovadora en que suprime el prólogo, remplazado por una simple obertura; en 1751, por último, compuso el acto de ballet La Guirlande y la pastoral Acanthe et Céphise (para celebrar el nacimiento del duque de Borgoña).
Fue probablemente durante ese periodo cuando Rameau entró en contacto con Jean d'Alembert, que estaba interesado por el acercamiento científico a la música del compositor y que animó a Rameau a presentar el resultado de sus trabajos a la Academia de Ciencias. En 1750, quizás ayudado por Diderot, publicó su tratado intitulado «Démonstration du principe de l'harmonie», una obra que se considera generalmente como la mejor de todas sus obras teóricas. D'Alembert hizo la presentación —el elogio— de Rameau y redactó en 1752 los «Éléments de musique théorique et pratique selon les principes de M. Rameau». Más adelante retocará en su favor algunos de los artículos de la «Encyclopédie» escritos por Rousseau. Pero sus caminos divergieron algunos años más tarde cuando el filósofo-matemático tomó conciencia de los errores del pensamiento de Rameau concernientes a la relación entre ciencias puras y ciencias experimentales. En ese momento, Rameau buscó la aprobación de sus trabajos por los más grandes matemáticos de la época, lo que le llevó a intercambiar cartas con Jean Bernoulli y Léonard Euler.
En 1748, La Pouplinière y su esposa se separaron y Rameau perdió en casa de su mecenas a su más fiel aliada. Se acercaba a los 70 años, su actividad seguía siendo prodigiosa y eso dejaba poco lugar a la competencia, lo que exasperaba a más de uno y jugaba ciertamente un papel en los ataques que sufrirá durante la famosa «Querelle des Bouffons». Pero la edad no le dio más flexibilidad y siguió apegado a sus ideas.

### La «Querelle des Bouffons»
Para comprender la trascendencia de la «Querelle des Bouffons», es necesario recordar que hacia 1750 Francia estaba, musicalmente hablando, muy aislada del resto de Europa, que era partidaria desde hacía tiempo de la supremacía de la música italiana. En Alemania, Austria, Inglaterra, los Países Bajos, la península ibérica, la música italiana había barrido o al menos se había asimilado con las tradiciones locales. Solamente Francia podía todavía figurar como un bastión resistente a esta hegemonía. El símbolo de esta resistencia era la tragedia musical de Lully —en ese momento simbolizada por el viejo Rameau— y, sin embargo, la atracción de la música italiana se dejaba sentir desde hacía mucho tiempo en la práctica de la música instrumental.
El antagonismo nacido entre Rameau y Rousseau —una enemistad personal agravada por dos concepciones totalmente opuestas en materia musical— personalizaba también este enfrentamiento, que dará lugar a un verdadero desenfreno verbal, epistolar, casi físico entre el «Rincón del Rey» («Coin du Roi»), partidarios de la tradición francesa, y el «Rincón de la Reina» («Coin de la Reine»), partidarios de la música italiana.
Desde principios del año 1752, Frédéric-Melchior Grimm, periodista y crítico alemán instalado en París, había vapuleado el género francés en su Lettre sur Omphale —publicada tras la reposición de esta tragedia lírica compuesta a principios de siglo por Destouches— proclamando la superioridad de la música dramática italiana. Rameau no se dio por aludido por este panfleto, ya que Grimm en esa época tenía una elevada opinión de Rameau en tanto que músico.
El primero de agosto de 1752, una troupe itinerante italiana se instaló en la Académie Royale de Musique para dar representaciones de «intermezzos» y óperas bufas. Debutaron con la representación de La serva padrona de Pergolesi, una obra que ya había sido ofrecida en París en 1746, sin atraer la menor atención. Esta vez sí fue un éxito. La intrusión en el templo de la música francesa de estos «bouffons» dividió a la inteligencia musical parisina en dos bandos: de un lado, los partidarios de la tragedia lírica, representante real del género francés, y del otro, los simpatizantes de la ópera-bufa, truculentos defensores de la música italiana. Entre ambos bandos nació una verdadera disputa panfletaria que animará los círculos musicales, literarios y filosóficos de la capital francesa hasta 1754. 
De hecho, la «Querelle des Bouffons», desencadenada bajo un pretexto musical era, en el fondo, la confrontación de dos idearios estéticos, culturales y, al final, políticos, definitivamente incompatibles: de un lado, el clasicismo, asociado a la imagen del poder absoluto de Luis XIV; del otro, el espíritu de las Luces. La música tan refinada de Rameau se encontró puesta «dans le même sac» que las piezas teatrales que le sirvieron de molde y de argumento, con sus bártulos de mitología, maravillas y máquinas, a las que los filósofos querían oponer la simplicidad, lo natural y la espontaneidad de la ópera-bufa italiana, caracterizada por una música que daba primacía a la melodía.
Y precisamente todo lo que había escrito Rameau durante treinta años definía la armonía como el principio, la naturaleza misma de la música. Así era difícil la reconciliación del músico erudito, seguro de sus ideas, orgulloso, testarudo y pendenciero con Rousseau, un músico «amateur», al que Rameau despreció desde el principio, puesto que se había permitido contradecir sus teorías. Su reivindicación llegó también a la «Encyclopédie», ya que fue a Rousseau a quien Diderot encargó la redacción de los artículos sobre la música.
El «Rincón de la Reina» agrupaba a los enciclopedistas, con Rousseau, Grimm, Diderot, d'Holbach y, más tarde, d'Alembert; las críticas se focalizan en Rameau, principal representante del «Rincón del Rey». Intercambian un número considerable de libelos, de artículos —más de sesenta—, los más virulentos provenientes de Grimm («Le petit prophète de Boehmischbroda») y de Rousseau («Lettre sur la musique française» , donde se afirma que a la lengua francesa solo le conviene el recitativo y es imposible para otra clase de música). Rameau no se está quieto («Observation sur notre instinct pour la musique») y continuará lanzando sus dardos mucho después de que la «Querelle» se hubiera extinguido: «Les erreurs sur la musique dans l'Encyclopédie» (1755), «Suite des erreurs» (1756), «Réponse à MM. les éditeurs de l'Encyclopédie» (1757). Hubo incluso un duelo en 1753 entre Ballot de Sauvot,
libretista —Pygmalion, 1748— y admirador del compositor, y el castrato italiano Gaetano Caffarelli,
que resultó herido. La «Querelle» acabó por extinguirse,
pero la tragedia lírica y las formas aparentadas habían recibido tales golpes que su tiempo había terminado. 
Únicamente Rameau, que conservará hasta el final de su vida todo su prestigio de compositor oficial de la corte, se permitirá en adelante escribir en ese género, desde ese momento considerado anticuado. Y su inspiración no se agotó: en 1753, compuso la pastoral heroica Daphnis et Églé, una nueva tragedia lírica, Linus, la pastoral Lysis et Délie —estas dos últimas composiciones no fueron representadas y su música se perdió—, así como el acto de ballet Les Sybarites.
En 1754 todavía compuso dos actos de ballet: La Naissance d'Osiris (para celebrar el nacimiento del futuro Louis XVI) y Anacréon, así como una nueva versión de Castor et Pollux.
| La «Querelle des Bouffons» | La «Querelle des Bouffons» | La «Querelle des Bouffons»                                                                     | La «Querelle des Bouffons»                       | La «Querelle des Bouffons» |
| -------------------------- | -------------------------- | ---------------------------------------------------------------------------------------------- | ------------------------------------------------ | --- |
| Rameau...                  |                            | ...y sus detractores, los enciclopedistas.                                                     | ...y sus detractores, los enciclopedistas.       | ...y sus detractores, los enciclopedistas.                                                                                      |
|                            |                            |                                                                                                |                                                  | |
| Rameau.                    |                            | J.J. Rousseau                                                                                  | Frédéric-Melchior Grimm                          | Denis Diderot |
|                            |                            | Retrato al pastel (1753) de Maurice Quentin de la Tour Museo Antoine Lécuyer en Saint-Quentin. | Tuvo palabras muy duras para la música francesa. | Participó en la polémica con sus colegas de la «Encyclopédie» Retrato pintado en 1767 por Louis-Michel van Loo, Musée du Louvre |

### Últimos años
En 1753 La Pouplinière toma como amante a una músico intrigante, Jeanne-Thérèse Goermans —hija del conocido fabricante de clavecines Jacques Goermans—, que se hace llamar Madame de Saint-Aubin por estar casada con un aprovechado que la deja en brazos del rico financiero. Ella hizo el vacío alrededor de Rameau e incluso consiguió que La Pouplinière contratase a Stamitz: fue la ruptura con Rameau que, por cierto, no necesitará más del sustento financiero de su antiguo amigo y protector. 
Rameau prosiguió sus actividades de teórico y de compositor hasta su muerte. Vivió con su mujer y dos de sus hijos en un gran apartamento de la rue des Bons-Enfants, de donde salía cada día, perdido en sus pensamientos, a dar su paseo en solitario por los cercanos jardines del Palais-Royal o de las Tullerías. Encontraba a veces al joven Chabanon que escribirá más tarde su elogio fúnebre y que ha recogido algunas de sus raras confidencias, ya entonces muy decepcionado:

«Día a día adquiero más gusto, pero no tengo más genio» o «La imaginación está gastada en mi vieja cabeza, y no se es sabio cuando se quiere trabajar a esta edad en las artes que son enteramente imaginación». («De jour en jour j'acquiers du goût, mais je n'ai plus de génie…» o «L'imagination est usée dans ma vieille tête, et on n'est pas sage quand on veut travailler à cet âge aux arts qui sont entièrement d'imagination…»).
Rameau.

Sus piezas continuaron siendo representadas, a veces por deferencia hacia el viejo compositor, que en 1757 cierra un contrato de exclusividad con la Académie Royale de Musique —dirigida por Rebel y Francœur— que le asegura una pensión anual de 1500 libras. En 1756 se programa una segunda versión de Zoroastre. En 1757, se representa Anacréon, una nueva «entrée» añadida a Les Surprises de l'Amour. En 1759 se repone con gran éxito, Dardanus y, en 1760, se estrena Les Paladins, comedia-ballet en un estilo renovado que sirvió, sin embargo, para seguir ajustando cuentas, por escrito, con la «Encyclopédie» y los filósofos. En 1761 Rameau es nombrado miembro de la Académie de Dijon.

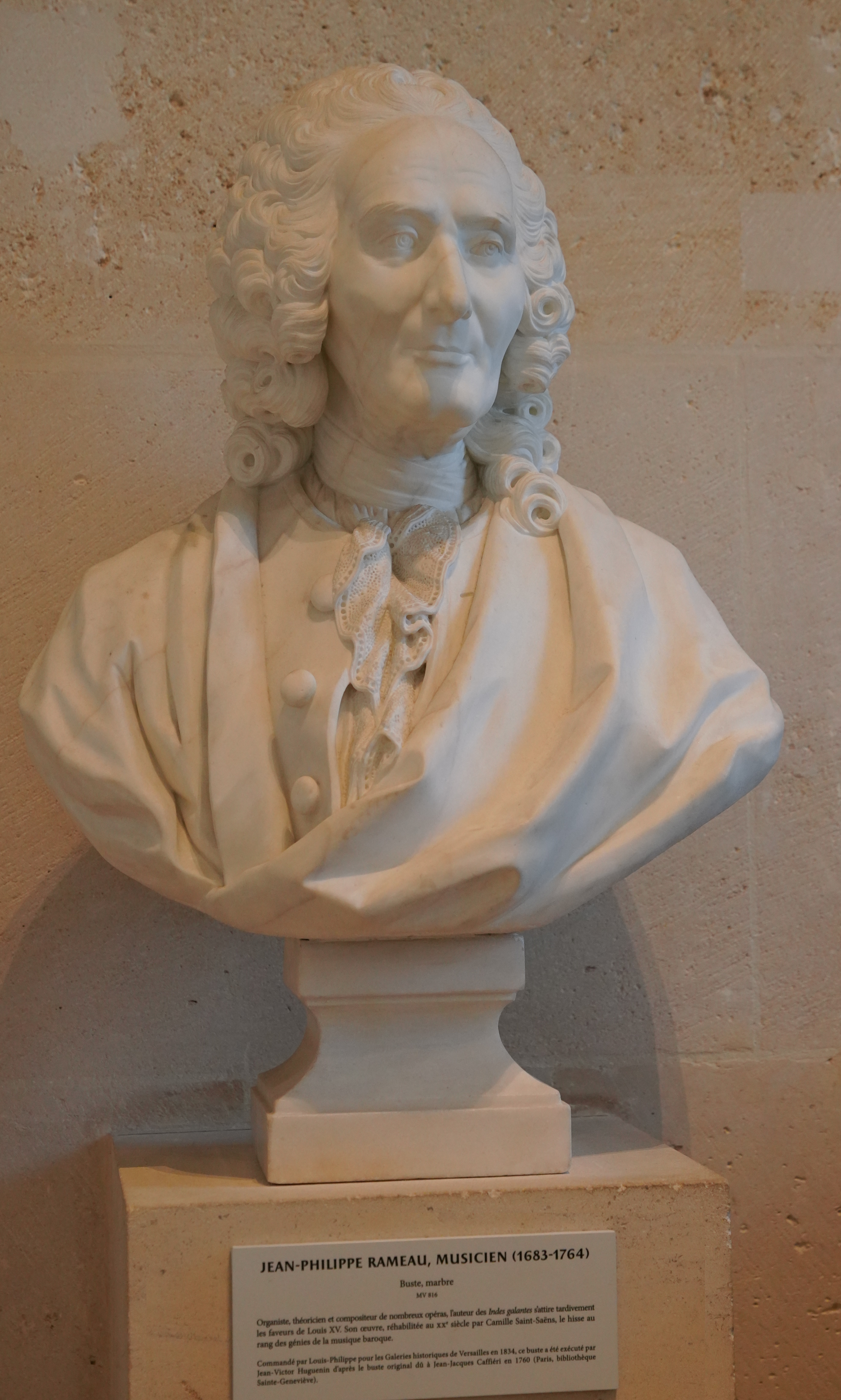
Busto de Rameau

Sus últimos escritos, en especial «L'Origine des sciences», estuvieron marcados por su obsesión de hacer de la armonía la referencia de toda ciencia, lo que propició la opinión de Grimm que habló de chochez («radotage») del «vieux bonhomme».
Pero Rameau aún conservaba toda su lucidez y compuso, con más de 80 años su última tragedia en música, Les Boréades, una obra de gran novedad pero de una novedad que no va en la dirección que toma entonces la música. En la primavera de 1764 Rameau fue nombrado «chevalier de l'Ordre de Saint-Michel» y comenzó los ensayos de Boréades, pero la obra, por razones desconocidas, no será representada. Rameau falleció de una «fiebre pútrida» el 12 de septiembre de 1764 y Les Boréades debieron esperar más de dos siglos su estreno triunfal en Aix-en-Provence en 1982. 
Al día siguiente, 13 de septiembre, se enterró al gran músico en la Iglesia de San Eustaquiode París.
Varias ceremonias de homenaje tuvieron lugar en los días siguientes en París, Orléans, Marsella, Dijon y Ruan. Los elogios fúnebres, escritos por Chabanon y Maret, fueron publicados por el «Mercure de France». Su música de escena, como la de Lully, continuó siendo programada hasta el final del Antiguo Régimen, y después desapareció del repertorio durante más de un siglo.

### La personalidad de Rameau
«Su hija y su mujer se pueden morir cuando quieran; siempre que las campanas de la parroquia, que tañerán por ellas, continúen tocando la doceava y la diecisieteava, todo estará bien». (...) «Entonces, decidme; yo no tomaría a vuestro tío por ejemplo; es un hombre duro, brutal, inhumano, avaro. Es un mal padre, un mal esposo, un mal tío ...».
 Diderot en Le Neveu de Rameau(«El sobrino de Rameau»).

De igual modo que su biografía es imprecisa y parcial, la vida personal y familiar de Rameau es de una opacidad casi completa y todo desaparece detrás de su obra musical y teórica. Incluso su música, a veces tan grácil y ligera, es de carácter opuesto al aspecto exterior del hombre y con aquello que se sabe de su carácter, descrito de manera caricaturesca y quizás exagerada por Diderot en Le neveu de Rameau. Durante toda su vida, Rameau no se interesó más que por la música, con pasión y ocupaba todos sus pensamientos. Philippe Beaussant habla de un monomaníaco. Fue Piron quien explicó que: «Toda su alma y su espíritu estaban en su clavecín; cuando lo había cerrado, no había más persona en la estancia».
En lo físico, Rameau era grande y sobre todo muy delgado:
los apuntes que se tienen de él —en especial uno de Carmontelle, que lo muestra ante su clavecín— nos lo describen como una suerte de vara o espárrago con unas piernas interminables. Tenía «une grosse voix» y su alocución era difícil, como su expresión escrita, que nunca fue fluida.
Era a la vez secreto, solitario, refunfuñón, pagado de sí mismo (más orgulloso, por cierto, como teórico que como músico)
y casado con sus contradicciones, se dejaba ir fácilmente. Cuesta imaginárselo rodeado de los espíritus elevados —como el de Voltaire, con quien tenía un cierto parecido físico— que frecuentaban la residencia de La Pouplinière: su música era su mejor embajadora en ausencia de cualidades más mundanas.

Blasón elegido por Rameau: "De azur con una paloma de plata teniendo en su pico una rama de olivo de oro" («D'azur à una colombe d'argent tenant dans son bec un rameau d'olivier d'or»)

Sus «enemigos» —aquellos que no compartían sus ideas en materia de música o teoría acústica— amplificaron sus defectos, por ejemplo su supuesta avaricia. De hecho, parece que su cuidado de la economía era consecuencia de una larga carrera oscura, con ingresos mínimos e inciertos, más que un rasgo de su carácter, ya que podía ser generoso: se sabe que ayudó a su sobrino Jean-François a llegar a París y a su joven colega dijonés Claude Balbastre igualmente a establecerse en París; que dotó bien a su hija Marie-Louise en 1750 cuando tomó los hábitos en las Visitandines; y que pagaba puntualmente una pensión a una de sus hermanas que estaba enferma.
El desahogo financiero le llegó tarde, con el éxito de sus obras líricas y la atribución de una pensión por el rey (algunos meses antes de su muerte, fue incluso ennoblecido y nombrado caballero de la Orden de San Miguel). Pero ello no cambió su forma de vida, conservando sus vestimentas gastadas, su único par de zapatos o su mobiliario vetusto. A su muerte, en el apartamento de diez piezas que ocupaba en la rue des Bons-Enfants con su esposa y su hijo, no tenía a su disposición más que un clavecín de un solo teclado, y en mal estado. Sin embargo, se encontró entre sus pertenencias una saca conteniendo 1.691 luises de oro.
Un rasgo de carácter que se encuentra por cierto en otros miembros de su familia era una cierta inconstancia: se estableció en París hacia los 40 años de edad, después de una fase errática y de haber tenido muchos puestos de organista en distintas ciudades: Aviñón, quizá Montpellier, Clermont-Ferrand, París, Dijon, Lyon, de nuevo Clermont-Ferrand y finalmente París. Incluso en la capital, cambió a menudo de domicilio: rue des Petits-Champs (1726), rue des Deux-Boules (1727), rue de Richelieu (1731), rue du Chantre (1732), rue des Bons-Enfants (1733), rue Saint-Thomas du Louvre (1744), rue Saint-Honoré (1745), rue de Richelieu en casa de La Pouplinière (1746), y de nuevo rue des Bons-Enfants (1752).
La causa de estas mudanzas sucesivas no es conocida.

### Su familia
Rameau tuvo cuatro hijos con su esposa Marie-Louise Mangot:
1. Claude, nacido en 1727. Su padre le compró un cargo de valet de cámara del rey; se casó en 1772 y tuvo un hijo en 1773.
2. Marie-Louise, nacida en 1732, que tomó los hábitos con las Visitandines en Montargis en 1751 (el padre la dotó generosamente pero no asistió a la ceremonia).
3. Alexandre, nacido en 1740 y muerto antes de 1745.
4. Marie-Alexandrine, nacida en 1744 (Rameau tenía entonces 61 años). Se casó en 1764, dos meses después de la muerte de su padre, con François de Gaultier, de quien tuvo descendencia.

Después de la muerte de Rameau, su esposa dejó el apartamento de la rue des Bons-Enfants en París y se fue a vivir a casa de su yerno a Andrésy, una pequeña localidad de Yvelines. Murió allí en 1785.
Los nombres de los dos últimos hijos fueron un homenaje al «Fermier-général» Alexandre de la Pouplinière, mecenas de Rameau gracias al cual pudo comenzar su carrera de compositor lírico.
Jean-Philippe tuvo un hermano más pequeño, Claude, igualmente músico (mucho menos célebre). Este último tuvo dos hijos, músicos como él pero con una existencia de «ratés» (fracasados): Jean-François Rameau que inspiró a Diderot el material de su libro Le Neveu de Rameau («El sobrino de Rameau») y Lazare Rameau.

## El arte de Rameau
"Cuando componía, estaba entusiamado» («Quand il composait, il était dans l'enthousiasme»)
 Hugues Maret. Citado por Jean Malignon, pág. 85.

La música de Rameau se caracteriza por el oficio excepcional de este compositor que quiere ser ante todo un teórico de su arte. No se dirige solamente a la inteligencia y Rameau ha sabido poner en obra idealmente su intención cuando afirmó «Je cherche à cacher l'art par l'art même» (Busco esconder el arte por el arte mismo).
La paradoja de esta música, lo que tiene de nueva, es la puesta en práctica de procedimientos antes inexistentes, pero que se concretan en formas caducas. Rameau pareció revolucionario a los lullystas, derrotados por la armonía compleja que desplegaba, y reaccionario a los filósofos, que no juzgaban sino su continente y no pudieron, o no quisieron, escucharle. La incomprensión que sufrió por parte de sus contemporáneos le impidió reemprender algunas licencias —como el segundo «trio des Parques» de Hippolyte et Aricie, que tuvo que retirar después de las primeras representaciones—, ya que los cantantes no conseguían interpretarlo correctamente. Así, el más grande armonista de su época es ignorado incluso entonces, cuando la armonía —el aspecto «vertical» de la música— toma definitivamente ventaja sobre el contrapunto, que representa su aspecto «horizontal».
No se pueden comparar los destinos de Rameau y de Bach, los dos gigantes de la ciencia musical del siglo XVIII, más que como aislados de todos sus colegas, cuando todo lo demás los separa. A este respecto, el año 1722 -que vio aparecer simultáneamente el «Traité de l'Harmonie» y el primer ciclo del Das wohltemperierte Klavier (El clave bien temperado)- es muy simbólico. Los músicos franceses de finales del siglo XIX no se equivocaron, en plena hegemonía musical germánica, cuando vieron en Rameau al único músico francés de fuerza comparable a Bach, lo que permitió el redescubrimiento progresivo de su obra.

### Obra musical
Gavotte et Variations
La producción musical de Rameau comprende cuatro conjuntos distintos de importancia muy desigual: las cantatas; los motetes para gran coro; las piezas de clavecín, solista o en concierto; y la música lírica, a la que consagró prácticamente de manera exclusiva los treinta últimos años de su carrera. 
Como la mayoría de sus contemporáneos, reutilizó a menudo algunas arias, particularmente bien hechas o apreciadas, pero jamás sin adaptarlas de manera meticulosa: nunca fueron simples transcripciones. Estas transferencias son muchas: se encuentra en Les Fêtes d'Hébé, L'Entretien des Muses, la «Musette» y el «Tambourin» sacados del Libro de clavecín de 1724 y un aria extraída de la cantata de Berger Fidèle; o, también, otro Tambourin pasó sucesivamente de Castor et Pollux a las Pièces en concert, y, después, de la segunda versión de Dardanus; otros ejemplos abundan. Por otro lado, no se encontraron en su obra imitaciones de otros músicos, todo lo más influencias al principio de su carrera.

#### Motetes
Rameau fue durante más de cuarenta años organista profesional al servicio de varias instituciones religiosas, parroquias o conventos, pero aun así su producción en términos de música sacra es muy reducida, y ello sin hablar de la obra para órgano que, en su caso, no se ha conservado. 
Evidentemente no era un terreno de su predilección, sino, a lo sumo, un medio de ganarse un sustento apreciable. Sus raras composiciones religiosas son, sin embargo, destacables y se comparan favorablemente con las de los especialistas del género. 
Las obras que pueden atribuírsele con certeza, o casi, son solo las cuatro siguientes:
- Deus noster refugium (hacia 1713-1715);
- Quam dilecta (hacia 1713-1715);
- In convertendo (sin duda anterior a 1720);
- Laboravi (en el Traité de l'harmonie, 1722).

Otros motetes son de atribución dudosa, como el Diligam te e Inclina Domine.

#### Cantatas
A comienzos del siglo XVIII, la cantata era un género de gran éxito: la cantata francesa —a distinguir de la cantata italiana o germánica— fue «inventada» en 1706 por el poeta Jean-Baptiste Rousseau y pronto adaptada por varios músicos de renombre como Bernier, Montéclair, Campra o Clérambault.
Las cantatas fueron para Rameau el primer contacto con la música lírica, ya que necesitan solo medios reducidos y, por ello, son un género accesible para músicos todavía desconocidos. Los musicólogos no han podido sino suponer las fechas y circunstancias de su composición, y sus libretistas permanecen desconocidos. 
Las cantatas que se conservan atribuidas con certeza a Rameau son solo las seis siguientes (los datos son estimaciones):
- Aquilon et Orithie (entre 1715 y 1720);
- Thétis (mismo periodo);
- L'Impatience (mismo periodo);
- Les amants trahis (hacia 1720)
- Orphée (mismo periodo);
- Le Berger Fidèle (1728).

Maret, en su elogio leído en sesión solemne el 25 de agosto de 1765 ante la «Académie des Sciences, Arts et Belles-Lettres» de Dijon (de hecho, la primera biografía),  evoca dos cantatas más compuestas en Clermont-Ferrand y hoy perdidas: Médée y L'Absence. Además se le atribuye otra, la Cantate pour le jour de la saint-Louis .

#### Música instrumental
Rameau es, junto con Couperin, uno de los dos grandes maestros de la escuela francesa del clavecín en el siglo XVIII. Los dos músicos se diferencian claramente de la primera generación de clavecinistas que vertían sus composiciones en el molde relativamente fijado de la suite clásica. Esta alcanzó su apogeo durante el decenio 1700-1710 con las apariciones sucesivas de los libros de suites de Louis Marchand, Gaspard Le Roux, Louis-Nicolas Clérambault, Jean-François Dandrieu, Elisabeth Jacquet de la Guerre, Charles Dieupart y Nicolas Siret.
Pero ambos practicaron un género muy diferente, y en ningún caso Rameau puede ser considerado como el heredero de su mayor. Parecen ignorarse. Couperin era uno de los músicos oficiales de la Corte mientras que Rameau no era todavía más que un desconocido: la gloria le vendrá el mismo año de la muerte de Couperin. Por cierto, Rameau publicó sus primeros libros desde 1706 mientras que François Couperin, que tenía quince años más, esperó a 1713 para hacer editar sus primeras órdenes. Las piezas de Rameau parecen menos pensadas para el clavecín que las de Couperin y conceden menos importancia a la ornamentación. Tomando en consideración el volumen respectivo de sus contribuciones, la música de Rameau presenta quizás aspectos más variados: tiene piezas en la pura tradición de la suite francesa; piezas imitativas (Le Rappel des Oiseaux, La Poule) y de carácter (Les tendres Plaintes, L'entretien des Muses); piezas de puro virtuosismo «a la Scarlatti» (Les Tourbillons, Les trois Mains); y piezas en donde se descubren las búsquedas del teórico y del innovador en materia de interpretación (L'Enharmonique, Les Cyclopes), en las que la influencia sobre Daquin, Royer y Duphly es manifiesta. Las piezas son agrupadas tradicionalmente por tonalidad, pero ver en ellas la estructura de la suite necesita de una buena dosis de autopersuasión.
Los tres libros de suites de Rameau aparecieron, respectivamente, en 1706, 1724 y 1728. Después de esta fecha, solo compuso para el clavecín solista una pieza aislada, La Dauphine (1747). Otras piezas (como Les petits marteaux) se le atribuyen de manera dudosa. 
Durante su semirretiro de los años 1740 a 1744, escribió las Pièces de clavecin en concert (1741). Retomando una fórmula practicada con éxito por Mondonville algunos años antes, las piezas en concierto se desmarcan de las sonatas a trío en que el clavecín no se contenta con asegurar el bajo continuo acompañando a los instrumentos melódicos (violín, flauta, viola), sino que «concierta» en igualdad con ellos. Rameau aseguró, por cierto, que interpretadas al clavecín solo, estas piezas son también del todo satisfactorias; esta última afirmación no es muy convincente, ya que tuvo la precaución, pese a todo, de transcribir cinco de ellas: aquellas en que las partes de los instrumentos que faltan serían las más defectuosas. Es necesario señalar que transcribió igualmente para el clavecín un cierto número de piezas extraídas de las Indes galantes.

#### Música lírica
A partir de 1733, Rameau se consagró de manera casi exclusiva a la música lírica: lo que precedió no fue más que una larga preparación. Bien provisto de sus principios teóricos y estéticos, de los que nada le podrá apartar, se consagró al espectáculo completo que constituía, mucho antes que el drama wagneriano, el teatro lírico a la francesa. En el plano estrictamente musical, este es más rico y variado que la ópera italiana contemporánea, en especial por el papel reservado a los coros y a las danzas, pero también por la continuidad musical que nace de las relaciones respectivas entre el recitativo y las arias. Otra diferencia esencial era que, mientras en la ópera italiana se reservaban los papeles más largos para las sopranos femeninas y los castrati, en la ópera francesa se ignoraba esa moda.
En la ópera italiana contemporánea de Rameau —la ópera seria— la parte vocal comprende en lo esencial partes cantadas —en las que la música, la melodía, era reina (arias da capo, dúos, tríos, etc.)— y partes habladas, o casi —el recitativo secco—. Era en estas donde la acción progresaba —tanto que era lo que mantenía el interés del espectador en espera de la siguiente aria—; por el contrario, el texto en el aria se apagaba casi enteramente tras la música, que aspiraba sobre todo a poner de relieve el virtuosismo de los cantantes. 
Nada de esto sucede en la tradición francesa: después de Lully, el texto debe permanrcer comprensible, lo que limita ciertos procedimientos como las «vocalisés», que se reservan a ciertas palabras privilegiadas, como «gloria», «victoria» —en este sentido, y al menos en su espíritu, el arte lírico de Lully a Rameau estaba más próximo al ideal de Monteverdi, la música debe en principio servir al texto— una paradoja cuando se compara la ciencia de la música de Rameau y la pobreza de sus libretos. Un equilibrio sutil se opera entre las partes más o menos musicales, recitativo melódico de una parte, arias a menudo más próximas del arioso de otra parte, ariette virtuosas en fin, de apariencia más italiana. Esta musicalidad continua prefigura incluso el drama wagneriano más que la ópera «réformé» de Gluck que aparecerá a finales de siglo.
Se pueden distinguir en las partituras líricas «a la francesa» cinco componentes esenciales: 
- Piezas de música «pura» (oberturas, ritournelles, piezas conclusivas…). Contrariamente a la obertura lullysta, tan estereotipada, la obertura de Rameau es de una extraordinaria variedad; incluso cuando utiliza, en sus primeras composiciones, el esquema clásico «a la francesa»; el sinfonista nato, maestro de la orquestación, compone cada vez una pieza nueva y única. Algunas piezas retienen particularmente la atención, como la obertura de Zaïs (1748, rev. 1761) describiendo el desenredo del caos original, la de Pigmalion (1748) sugiriendo los golpes de martillo del escultor sobre su buril, o las imponentes chaconas conclusivas de Les Indes galantes (1735, revisada posteriormente) o de Dardanus (1739);
- Arias de danza. Los intermedios danzados, obligatorios incluso en el marco de la tragedia, permitieron a Rameau dar libre curso a su sentido inimitable del ritmo, de la melodía y de la coreografía, reconocido por todos sus contemporáneos, así como por los bailarines. Este músico «sabio», siempre preocupado en su próximo tratado, encadenó paradójicamente por docenas gavotas, minuetos, loures, rigodones, passepieds, tambourins, musettes... Según su biógrafo Cuthbert Girdlestone:

«La gran superioridad de todo lo que atañe a la coreografía en la obra de Rameau no ha sido aún todavía bastante subrayada.», opinión compartida por el erudito alemán H.W. von Walthershausen, que se explicaba así en 1922 refiriéndose a las danzas de Zoroastre (1749): «Rameau fue el más grande compositor de ballets de todos los tiempos. El genio de su obra descansa de una parte sobre su perfecta impregnación artística de los tipos de danzas populares, y de otra parte, sobre la permanencia de la confrontación viva con las obligaciones de la realización coreográfica, que le evita toda distanciación entre la expresión corporal y el espíritu de la música pura.»
- Coros: el padre Martini, erudito musicógrafo y coetáneo de Rameau, afirmaba que «los franceses son excelentes en los coros» («les Français sont excellents dans les chœurs»), pensando evidentemente en este último. Gran maestro de la armonía, a Rameau le gusta componer coros suntuosos, ya sean monódicos, polifónicos, entrecortados por intervenciones solistas o instrumentales y sean cuales sean los sentimientos o las pasiones a los que se confíe la expresión.
- Arias. Más raras que en la ópera italiana, Rameau ofrece muchos ejemplos destacables y siempre de una gran originalidad. Algunas provocan admiración como las arias de Télaïre «Tristes apprêts» (Castor et Pollux, 1737), de Iphise «Ô jour affreux», de Dardanus «Lieux funestes», las invocaciones de Huascar en Les Indes galantes, la ariette final de Pigmalion «L'amour qui règne», etc.
- Recitativos. Mucho más próximos al arioso que al recitativo secco, a los que el compositor aporta tanto cuidado como al resto para respetar escrupulosamente la prosodia francesa y poner en obra su ciencia armónica a fin de reflejar los efectos de la pasión y los sentimientos.

En la primera parte de su carrera lírica —1733-39— Rameau escribió sus grandes obras maestras destinadas a la Académie Royale de Musique: tres tragedias en música y dos opéras-ballets que constituyen, todavía hoy día, los fondos de su repertorio. Tras la interrupción de 1740 a 1744, se convirtió en músico oficial de la Corte y compuso esencialmente piezas de divertimento, reservando un papel importante a la danza, a la sensualidad, a un carácter pastoral idealizado, antes de llegar, al final de su vida, a las grandes composiciones teatrales en un estilo renovado —Les Paladins (1760) y Les Boréades (1764)—.

##### Los libretistas de Rameau

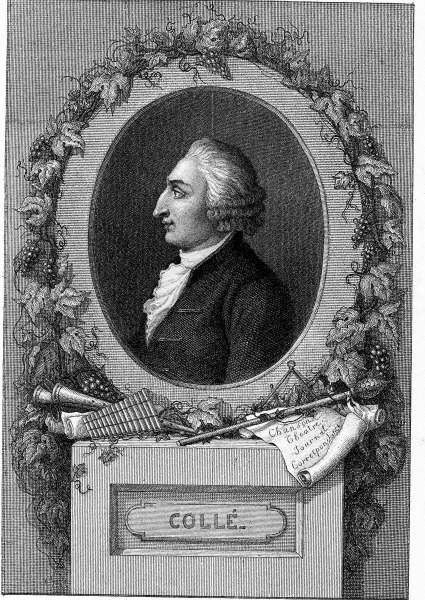
Collé, al principio libretista, después detractor

Rameau —al contrario que Lully que colaboró estrechamente con Philippe Quinault en la mayoría de sus obras líricas— raramente trabajó con el mismo libretista. Era muy exigente, de mal carácter y no pudo mantener largas colaboraciones con sus diferentes libretistas, salvo la excepción de Louis de Cahusac.
Muchos son los especialistas en Rameau que lamentan que la colaboración con Houdar de la Motte no haya podido tener lugar o que el proyecto de Samson (inacabada, 1733) en colaboración con Voltaire no se pudiera desarrollar, ya que Rameau solamente logró trabajar con escritores de segundo orden. A la mayoría los conoció en casa de La Pouplinière, en la Société du Caveau o en casa del conde de Livry, lugares donde se celebraban lujosas reuniones de «espíritus elevados» («beaux esprits»).
Ninguno de ellos pudo redactar un texto a la altura de su música, y como era habitual en el género, las intrigas eran a menudo alambicadas y de una ingenuidad y de una falta de verosimilitud desconcertantes. La versificación no era de las mejores, y Rameau tuvo, más de una vez, que hacer modificar los libretos y reescribir la música después de las primeras representaciones para corregir los defectos más criticados: gracias a ello, sin embargo, es posible disponer de dos versiones de Castor et Pollux (1737 y 1754) y sobre todo, de Dardanus (1739 y 1744). A título de curiosidad, se puede anotar que en Platée (1745) Rameau adquirió los derechos a Jacques Autreau para poder adaptarlo a su modo.

### Obra teórica

#### Teoría de la armonía
«La necesidad de comprender —tan rara en la obra de los artistas— es innata en la obra de Rameau. No es sino para satisfacerla por lo que escribió un tratado de armonía, en el que pretende restaurar los derechos de la razón y quiere hacer reinar en la música el orden y la claridad de la geometría... no duda ni un instante de la veracidad del viejo dogma de los pitagóricos... la música entera debe ser reducida a una combinación de números; ella es la aritmética del sonido, como la óptica es la geometría de la luz. Se ve que reproduce los términos, pero traza el camino por el que pasará toda armonía moderna; y él mismo». («Le besoin de comprendre —si rare chez les artistes— est inné chez Rameau. N'est-ce pas pour y satisfaire qu'il écrivait un Traité de l'harmonie, où il prétend restaurer les droits de la raison et veut faire régner dans la musique l'ordre et la clarté de la géométrie… il ne doute pas un instant de la vérité du vieux dogme des Pythagoriciens… la musique entière doit être réduite à une combinaison de nombres ; elle est l'arithmétique du son, comme l'optique est la géométrie de la lumière. On voit qu'il en reproduit les termes, mais il y trace le chemin par lequel passera toute l'harmonie moderne ; et lui-même»)
Claude Debussy

La teoría musical preocupó a Rameau a lo largo de toda su carrera,
pudiendo decirse que las ideas expuestas en su «Traité de l'harmonie réduite à ses principes naturels» —publicado en 1722 mientras aún era organista de la catedral de Clermont-Ferrand y que lo situó como uno de los grandes teóricos de la época— estaban ya en curso de maduración años antes de su partida de esta villa. 
Es seguro que desde los antiguos —desde los griegos y pasando por músicos o eruditos como Zarlino, Descartes, Mersenne, Kircher o Huyghens— se había establecido la ligazón entre las proporciones matemáticas y los sonidos engendrados por las cuerdas vibrantes o los tubos sonoros. Pero las conclusiones que habían extraído, en lo que respecta a su aplicación a la música, eran elementales y no habían conducido más que a nociones y a una abundancia de reglas teñidas de empirismo. Rameau, espíritu sistemático, siguiendo a Descartes —del que había leído el Discours de la méthode y el Compendium musicae— quiso liberarse del principio de autoridad y aunque no pudo desprenderse de ciertos presupuestos, sí estaba animado por la voluntad de hacer de la música, no solamente un arte, que ya lo era, sino una ciencia deductiva a imagen de las matemáticas. Nada lo afirma mejor que las siguientes líneas:

«Conducido desde mi más tierna juventud por un instinto matemático en el estudio de un Arte para el que me encontraba destinado, y que toda mi vida me ha ocupado exclusivamente, he querido conocer el verdadero principio, como lo único capaz de guiarme con certeza, sin consideración por los hábitos ni las reglas recibidas.» («Conduit dès ma plus tendre jeunesse, par un instinct mathématique dans l’étude d’un Art pour lequel je me trouvais destiné, et qui m’a toute ma vie uniquement occupé, j’en ai voulu connaître le vrai principe, comme seul capable de me guider avec certitude, sans égard pour les habitudes ni les règles reçues.»)
Rameau. Démonstration du principe de l’harmonie, pág. 110.

Su primera aproximación —desarrollada en el tratado de 1722— fue puramente matemática y parte del principio de que «la cuerda es a la cuerda lo que el sonido es al sonido» («la corde est à la corde ce que le son est au son»), es decir que, de la misma manera que una cuerda dada contiene dos veces una cuerda de su semilongitud, de la misma manera el sonido grave producido por la primera «contiene» dos veces el sonido más agudo producido por la segunda. Se siente el presupuesto inconsciente de tal idea —reflejado en el verbo «contener»— y, sin embargo, las conclusiones que sacó iban a confirmarle en este camino, sobre todo por haber conocido, antes de 1726, los trabajos de Joseph Sauveur sobre los sonidos armónicos que venían a corroborar sus creencias de manera providencial. En efecto, este científico demostró que cuando una cuerda vibrante o un tubo sonoro —un «cuerpo sonoro»— emite un sonido, emite también, aunque de manera mucho más débil, sus tercero y quinto armónicos,
que los músicos llamaban doceavo y diecisieteavo grados diatónicos. Es de suponer que la agudeza del oído no permitía identificarlos distintamente, pero un dispositivo físico muy simple permitió visualizar el efecto, detalle importante, ya que Sauveur era sordo. Fue la irrupción de la Física en un dominio que se repartían hasta ese momento matemáticos y músicos. 
Armado de esta experiencia y del principio de la equivalencia de las octavas («que no son sino réplicas» («qui ne sont que des répliques») Rameau extrajo la conclusión del carácter «natural» del acorde perfecto mayor y después, por una analogía que parece evidente aunque físicamente infundada, la del acorde perfecto menor. De este descubrimiento nacieron los conceptos de «basse fondamentale», de consonancias y disonancias, de inversión («renversement») de los acordes, así como su nomenclatura razonada y la modulación, con los que sienta las bases de la armonía tonal clásica. Después, solamente quedan las cuestiones prácticas relativas al temperamento, las reglas de la composición, la melodía y los principios de acompañamiento. Todo esto era esencial para Rameau, para el que la armonía era un principio natural, la quintaesencia de la música. Para él, desde la emisión de un sonido, la armonía está presente; la melodía, por el contrario, aparece después, y los intervalos sucesivos debían conformarse a la armonía iniciada y dictada por el bajo fundamental (la «boussole de l'oreille»).
El aspecto psicofisiológico de la música no estuvo tampoco ausente en la teoría de Rameau y se desarrolla particularmente en las «Observations sur notre instinct pour la música et sur son principe», opúsculo que publicó en 1754 en respuesta indirecta a la «Lettre sur la musique française» de Rousseau. El carácter natural de la armonía, materializada por el bajo fundamental, es tal que marca de manera inconsciente nuestro instinto para la música:

«... por poca experiencia que se tenga, se encuentra por sí mismo el bajo fundamental de todas las pausas del canto, según la explicación dada en nuestro «Nouveau Système» (...); lo que prueba todavía mejor el imperio del principio en todos sus productos, ya que en ese caso la marcha de esos productos recuerda al oído aquello del principio que lo ha determinado y sugerido en consecuencia al compositor.

Esta última experiencia donde trata el solo instinto, al igual que en las precedentes, prueba bien que la melodía no tiene otro principio que la armonía producida por el cuerpo sonoro: principio en que el oído está talmente preocupado, sin pensarlo, que es bastante para hacernos encontrar en el campo el fondo armónico del que esta melodía depende. (...) también se encuentran cantidad de músicos capaces de acompañar de oído un canto que escuchan por vez primera.

(...)

Esta guía del oído no es otra, en efecto, que la armonía de un primer cuerpo sonoro, que cuando no sea lo bastante sorprendente, presenta todo lo que puede seguir esa armonía y acompañarla; y este todo consiste simplemente en la quinta, para los menos experimentados, y en la tercera, cuando ya la experiencia haya hecho mayores progresos.»
Rameau

Rameau se ocupó a lo largo de toda su vida, más que de ninguna otra cosa, de la teoría: escribió muchos tratados y mantuvo durante más de treinta años muchas polémicas sobre el tema: con Montéclair, hacia 1729; con el padre Castel, al principio amigo y con el que acabó por enemistarse, hacia 1736; con Jean-Jacques Rousseau y los enciclopedistas, hacia 1752; por último, con d'Alembert, también al principio uno de sus fieles partidarios. Asimismo buscó en sus contactos epistolares el reconocimiento de sus trabajos por los matemáticos más ilustres —Bernoulli y Euler— y los músicos más eruditos, en especial del padre Martini. Ningún pasaje resume mejor todo esto que el que dedica Rameau a la resonancia de los cuerpos sonoros:

«¡Cuántos principios emanados de uno solo! ¿Es necesario recordárselos, señores? De la sola resonancia del cuerpo sonoro, acaban de ver nacer la armonía, la base fundamental, el modo, sus relaciones en sus adjuntos, el orden o el género diatónico en que se forman los menores grados naturales de la voz, el género mayor, y el menor, casi toda la melodía, la enarmonía, fuente fecunda de una de las más bellas variedades, los «repos», o cadencias, la ligazón que, sola, puede meter las voces en una infinidad de relaciones y de sucesiones, incluso la necesidad de un temperamento, (…) sin hablar del modo menor, ni de la disonancia, siempre emanadas del mismo principio, sólo el producido por la proporción quíntuple (…)

De otro lado, con la armonía nacen las proporciones, y con la melodía, las progresiones, de suerte que estos primeros principios matemáticos encuentran ellos mismos aquí su principio físico en la naturaleza.

Así, este orden constante, que hemos reconocido como consecuencia de una infinidad de operaciones y de combinaciones, precede aquí toda combinación, y toda operación humana, y se presenta, desde la primera resonancia del cuerpo sonoro, tal como la naturaleza le exige: así, lo que no es más que indicación se convierte en principio, y el órgano, sin el auxilio del espíritu, aprueba aquí aquello que el espíritu había descubierto sin la intromisión del órgano; y esto debe ser, a mi entender, un descubrimiento agradable a los sabios, que se conducen por las luces metafísicas, que un fenómeno en que la naturaleza justifica y funda plenamente los principios abstractos.»
Rameau, «Démonstration du principe de l'harmonie»

#### Tratados

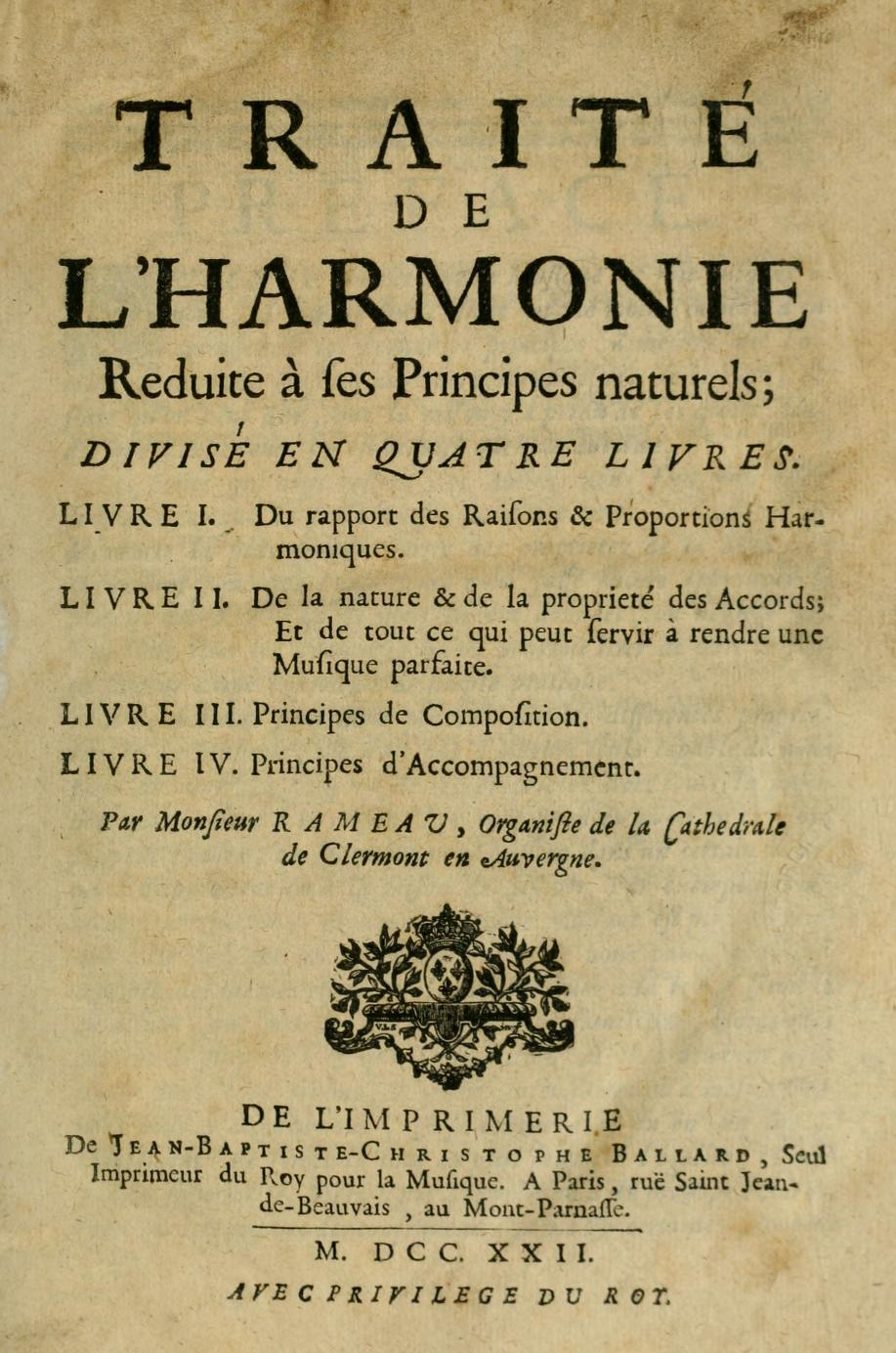
Traité de l'harmonie

Las obras en que Rameau expone su teoría de la música son, esencialmente, cuatro:
- Traité de l'harmonie réduite à ses principes naturels, París (1722).
- Nouveau système de musique théorique, París (1726).
- Génération harmonique, París (1737).
- Démonstration du principe de l'harmonie, París (1750).

Sin embargo, su participación en las reflexiones de naturaleza científica, estética o filosófica de su tiempo le llevaron a redactar muchos otros escritos bajo la forma de obras, cartas, panfletos, etc., de los que se pueden citar (ver Anexo al final del artículo):
- «Dissertation sur les différentes méthodes d'accompagnement», París (1732).
- «Observations sur notre instinct pour la musique et sur son principe», París (1754).
- «Erreurs sur la musique dans l'Encyclopédie», París (1755).
- «Code de musique pratique», París (1760).

## Olvido y recuperación
Las obras de Rameau fueron representadas casi hasta el final del Antiguo Régimen. Todas sus obras no habían sido editadas, pero muchos manuscritos, autógrafos o no, fueron reunidos por Jacques Joseph Marie Decroix y sus herederos los donaron a la Biblioteca Nacional de Francia, que cuenta por ello con unos fondos excepcionales.
La «Querelle des Bouffons» siguió siendo conocida, con los ataques sufridos por Rameau de parte de los partidarios de la ópera-bufa italiana. Se sabe menos, en cambio, que algunos músicos extranjeros formados en la tradición italiana veían, en la música de Rameau del final de su vida, un modelo posible para la reforma de la «ópera seria». Fue en ese género en el que Tommaso Traetta compuso dos óperas directamente inspiradas en él, Ippolito ed Aricia (1759) y I Tintaridi (según Castor et Pollux, 1760) después de haber hecho traducir sus libretos.
Traetta había sido aconsejado por el conde Francesco Algarotti, uno de los más ardientes partidarios de una reforma de la «ópera seria» según el modelo francés, y tendrá una influencia muy importante en quien se atribuye generalmente el título de reformador de la ópera, Christoph Willibald Gluck. Tres óperas italianas «reformadas» de este último —Orfeo ed Euridice, Alceste y Paride ed Elena— prueban que conocía la obra de Rameau; por ejemplo, se nota que Orfeo y la primera versión de Castor et Pollux, que data de 1737, comienzan las dos por la escena de los funerales de uno de los principales personajes, que debe volver a la vida en el transcurso de la acción.
Además, varias de las reformas reivindicadas en el prefacio de Alceste eran ya practicadas por Rameau: utiliza el recitativo acompañado; la obertura de sus últimas composiciones está unida a la acción que va a seguir.
Por eso, cuando Gluck llegó en 1774 a París, donde compondrá seis óperas francesas, se puede considerar que continuaba la tradición de Rameau. Pero si la popularidad de Gluck se prolongó después de la Revolución francesa, ese no fue el caso de Rameau. A finales del siglo XVIII, sus obras desaparecerán del repertorio durante muchos años.

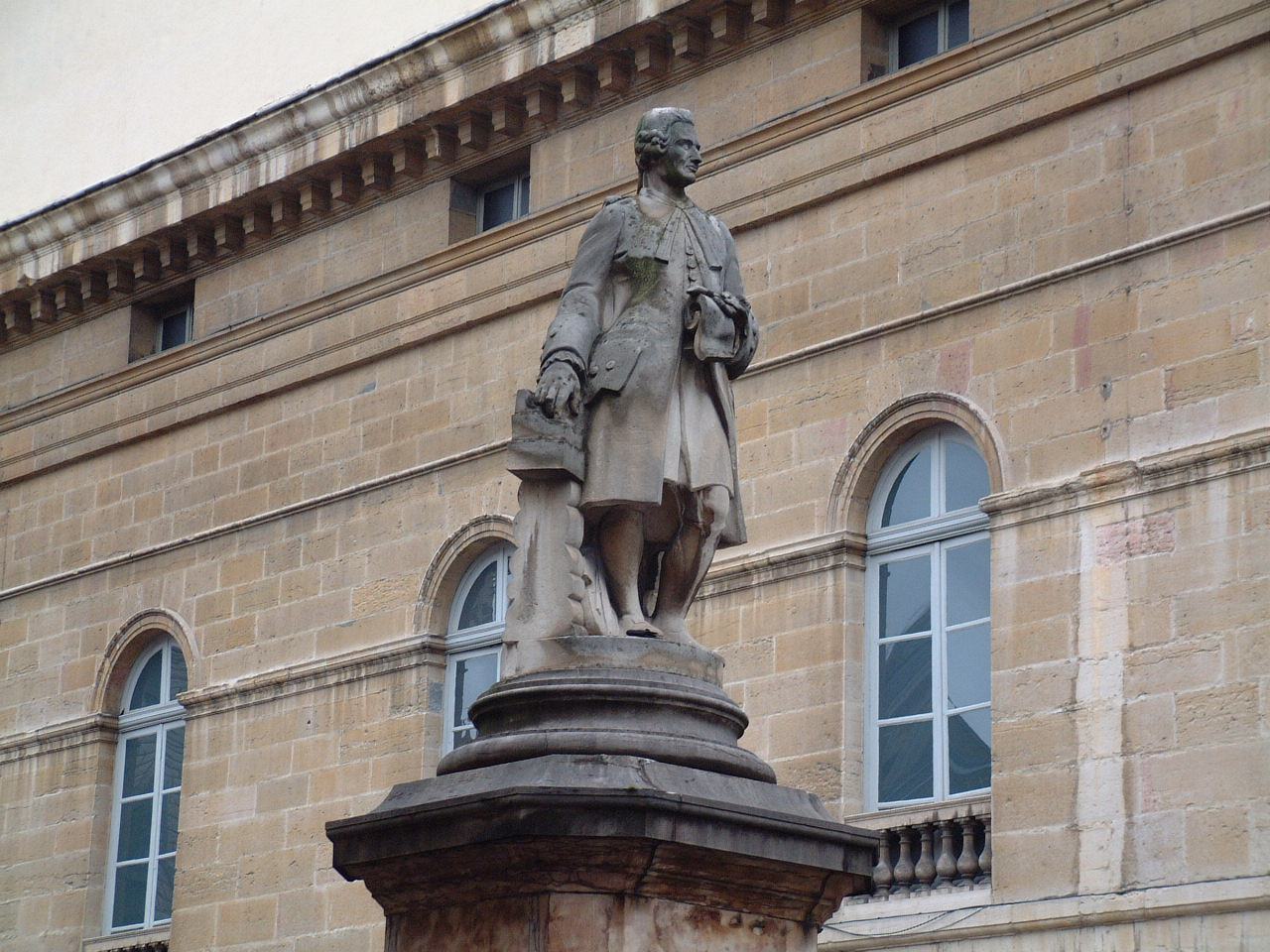
Estatua de Jean-Philippe Rameau erigida en 1880 en Dijon, en la plaza que lleva hoy su nombre.

Durante gran parte del siglo XIX, la música de Rameau permaneció olvidada e ignorada y apenas se interpretaban algunos fragmentos, algunas piezas de clavecín, tocadas casi siempre al piano. A pesar de no ser interpretado, su nombre conservó todo su prestigio y el músico no fue olvidado: Hector Berlioz estudió Castor et Pollux y admiraba en particular el aria de Télaïre «Tristes apprêts»; en 1875, en la inauguración definitiva de la Opéra de París —concebida desde 1861 por Charles Garnier— Rameau fue elegido para que su estatua fuera una de las cuatro grandes esculturas en piedra que presiden el gran vestíbulo de la Opéra de París; y, en 1880, la ciudad de Dijon le rindió igualmente un homenaje con la erección de su estatua. 
Sin embargo, de manera inesperada, fue la derrota francesa en la guerra de 1870 lo que permitió a la música de Rameau resurgir del pasado. La humillación sufrida en esa ocasión indujo a algunos músicos franceses a buscar en el patrimonio nacional a compositores de talla capaz de medirse con los compositores germanos, cuya hegemonía era entonces completa en Europa: Rameau fue considerado de la misma talla que su contemporáneo Johann Sebastian Bach y se pusieron a restudiar su obra, que reencontraron en las fuentes reunidas por Decroix. Fue a partir de los años 1890 cuando el movimiento de recuperación se aceleró más, con la fundación de la Schola Cantorum de París —destinada a promover la música francesa— y, desde 1895, Charles Bordes, Vincent d'Indy y Camille Saint-Saëns emprendieron la edición de sus obras completas, proyecto que no logró acabarse hasta 1918, con una edición en 18 volúmenes. 
Paul Dukas, en 1903, compuso sus Variations, Interlude et Finale sur un thème de Rameau
para el pianista Édouard Risler. Fue también a principios del siglo XX cuando se asistió, por primera vez, a la reposición en concierto de alguna de sus obras de forma completa: en junio de 1903, La Guirlande, obra encantadora y sin muchas pretensiones, fue interpretada en la Schola Cantorum. Uno de los presentes era Claude Debussy, que quedó entusiasmado y gritó: «Vive Rameau, à bas Gluck». La Opéra de París siguió en 1908 con Hippolyte et Aricie, aunque fue un medio fracaso; la obra no atrajo más que a un público limitado y no tuvo más que algunas representaciones. 
Castor et Pollux —que no había sido representada desde 1784— fue elegida en 1918, después de la I Guerra Mundial, para la reapertura del Teatro de la Opera de París: El interés del público por la música de Rameau crecía muy lentamente, y no se aceleró verdaderamente más que a partir de los años 1950: en 1952 se repuso, de nuevo en la Opéra de París, Les Indes galantes; en 1956, Platée fue programada en el Festival de Aix-en-Provence; en 1957, Les Indes galantes fue elegida para la reapertura de la Ópera Real de Versalles. Jean Malignon, en su libro redactado a finales de los años 1950, mantenía que el público, en esa época, ya conocía suficientemente a Rameau, puesto que había escuchado sus composiciones esenciales.
Desde entonces, la obra de Rameau se benefició en pleno del retorno en favor de la música antigua. La mayor parte de su obra lírica, previamente considerada intocable (como muchas óperas de su época), dispone al presente de una discografía de calidad interpretada por los conjuntos barrocos más prestigiosos. Todas sus grandes obras han sido repuestas y gozan siempre de un gran éxito, en especial, Les Indes galantes. La primera representación de su última gran tragédie lyrique, Les Boréades, cuyos ensayos fueron cancelados a la muerte del compositor en 1764, tuvo lugar en el Festival de Aix-en-Provence en 1982. Finalmente, la obra fue estrenada en la Opera de París en 2003, bajo la dirección musical de William Christie y escénica de Robert Carsen.